# Club Atlético Gimnasia y Esgrima (Jujuy)
El Club Atlético Gimnasia y Esgrima, conocido también como Gimnasia y Esgrima de Jujuy o Gimnasia de Jujuy, es un club de fútbol argentino que se ubica en la Provincia de Jujuy, precisamente en la ciudad de San Salvador de Jujuy. Actualmente, juega en la segunda división del fútbol de Argentina, la Primera Nacional.
El club fue fundado por un grupo de personas a cuales les apodaban como "los turcos" y el día inaugural del club fue el 18 de marzo de 1931. De este grupo, el más destacado fue Tomás Yufra, quien fue el primer presidente de la institución. Ese mismo día, el club adoptó la camiseta blanca con una franja celeste.
Juega de local en el Estadio 23 de Agosto, nombre que lleva puesto en honor a esta fecha importantísima en la historia de la República Argentina, el "Éxodo Jujeño". Fue inaugurado el 18 de marzo de 1973 y está ubicado en las calles; Avenida El Éxodo y Santa Bárbara, con capacidad para 24.000 espectadores. Si bien la principal actividad deportiva es el fútbol, en el club también se practican otros deportes como voleibol y desde 2015 cuenta con un equipo de fútbol femenino, que milita en la Liga Jujeña Femenina de Fútbol.
Su rival tradicional es Altos Hornos Zapla, con quien disputa el "clásico jujeño". Talleres de Perico, Juventud Antoniana, Gimnasia y Tiro, Central Norte de Salta, Atlético Tucumán y San Martín de Tucumán también son rivales históricos del club, y los partidos que disputa contra ellos también son considerados clásicos.
En 1970 accedió por primera vez al Torneo Nacional tras ganar el Torneo Regional 1969, disputando los Nacionales de 1970, 1973, 1975, 1976, 1977, 1980, 1981, 1982. Se destaca su participación de 1975, donde finalizó cuarto detrás de River Plate, Estudiantes y San Lorenzo, siendo esta la mejor campaña de un equipo jujeño en Primera División. Con 10 participaciones, es el club con más temporadas disputadas en Primera División de todo el Norte argentino, desde la reestructuración de los torneos de AFA realizada en 1986: 1994-95, 1995-96, 1996-97, 1997-98, 1998-99, 1999-00, 2005-06, 2006-07, 2007-08, 2008-09.
En cuanto a la Primera División, se encuentra ubicado en la 34ª posición de la clasificación histórica con 525 puntos producto de 143 triunfos, 145 empates, y 228 derrotas en 516 partidos disputados. El club tiene la particularidad de ser, junto a Gimnasia y Tiro, Atlético Tucumán, San Martín de Tucumán, Talleres y Central Córdoba (SdE) los únicos equipos que lograron 2 ascensos consecutivos a la B Nacional y a Primera.
En el ranking publicado por la Federación Internacional de Historia y Estadística del Fútbol (IFFHS), Gimnasia y Esgrima de Jujuy aparece en el puesto 147.º. Fue el primer equipo del norte argentino en posicionarse en dicho ranking.

## Historia

### Fundación y los primeros años del Club
La historia empezó a escribirse un 15 de enero de 1928, cuando un grupo de jóvenes deportistas se reunió para crear una entidad sin fines de lucro, la cual fue llamada Club Deportivo 23 de Agosto. Luego, tras una reorganización del club, bajo la presidencia de Tomás Yufra, se decidió cambiar el nombre a “Club Gimnasia y Esgrima de Jujuy”. En la década de 1930, comenzaba a funcionar una Institución que, con el tiempo, generó para la Provincia de Jujuy un rico historial. Por obra y voluntad de los pioneros, el Club Deportivo 23 de Agosto nacía el 18 de marzo de 1931. Uno de los máximos propulsores, Don Tomas Yufra, fue su primer presidente. En la primera reunión constitutiva, se resolvió que los colores para la camiseta fueran el celeste y blanco y que el «Lobo» se afiliara al torneo de la Liga Jujeña de Fútbol. Su antecedente inmediato fue el «Club Deportivo 23 de Agosto», nombre con el que nació el primogénito (y, para algunos, único exponente) del fútbol jujeño. Ya a temprana edad, comenzaba a augurarse un futuro prometedor en precoces intervenciones como la Copa Guzmán, con la siguiente formación: Horacio Guzmán, Arturo Murguía, Julio Ceballos, D’Ernández, R. Morales, R. Cáceres, O. Martínez, C. Rodríguez, Aníbal Yufra, R. Chiesa, R. Largentier, R Senra, Alcídez Martínez y R. Herrera. Jugó su primer amistoso en el interior, el 25 de mayo de 1931, en la localidad de La Esperanza, enfrentándose, en dicha ocasión, al Club Unión de esa ciudad. Un dato curioso es suministrado por el libro de actas del club, en el que consta que cada jugador debió abonar $2 para el viaje, pero se ignora el resultado de la disputa. Al comenzar sus años en el fútbol, el equipo del «LOBO» fue creciendo progresivamente, tuvo sus altas y bajas, pero, con el esfuerzo de la dirigencia y de jugadores que tenían como objetivo definido llegar a jugar en lo más alto del Fútbol Argentino, se fue ganando un espacio que era necesario para el Club y sus hinchas. La primera sede social se ubicó en el actual centro de San Salvador, en el pasaje Ernesto Claros, para poco después mudarse a la calle Lamadrid.
Aunque todavía había que esperar para jugar en Primera División del fútbol nacional porque en ese momento el fútbol profesional estaba centralizado en Buenos Aires y también en Santa Fe, sobre todo en el AMBA y Rosario, recién en 1967 la AFA empieza con un proyecto sólido de federalizar el fútbol con el antiguo Torneo Nacional. En él mientras tanto, los equipos del interior van a jugar en sus ligas regionales. Gimnasia va a empezar a disputar sus primeros partidos en la liga jujeña de fútbol a mediados de la década de 1930. En las primeras ediciones, el "Lobo" tendría altibajos en el torneo teniendo que esperar hasta 1945 para ganar su primer campeonato que le permitió jugar las fases previas de la Copa de la República de ese mismo año.

#### La participación en la Copa de la República
En ese entonces la AFA decidió crear la Copa de la República que fue un primer paso hacia la federalización del fútbol pero muy parcial, porque esta Copa solo duró tres años nada más hasta desaparecer en 1946. Se jugaba por eliminación directa entre ocho equipos. Cuatro de ellos venían de sus ligas regionales, que se clasificaban subdivididos en zonas según su posición geográfica jugando partidos de eliminación directa entre los campeones de la región. Los otros cuatro equipos eran los cuatro mejores de Primera División. El "Lobo" al salir campeón de su liga regional en el 45', fue a jugar la Primera Ronda para clasificar a la Copa de la República 1945 disputando su primer encuentro contra a Comercio de Libertador General San Martín venciendo por 2-3, clasificando hacia la Segunda Ronda. Al frente estaba Sportivo Comercio de Salta donde gana nuevamente por 3-2 habilitándolo a jugar la anteúltima ronda. El conjunto de San Salvador de Jujuy estaba a dos rondas de clasificar a la Copa de la República pero primero debía medirse ante Estudiantes de Santiago del Estero en Jujuy, y por desgracia el equipo santiagueño ganó por 2-4 eliminando al conjunto jujeño.

#### Dominio del fútbol jujeño
Gimnasia continuo con racha ganadora saliendo campeón de las próximas ediciones de la liga jujeña de fútbol obteniendo el tetracampeonato en 1948. Producto de estas victorias el "Lobo" empezó a hacerse un nombre en el fútbol jujeño. Después del torneo de 1948 hubo un sismo que afectó aparte de la provincia, esto provocó que las ediciones 1949,1950 y 1951 no se disputaran. En la década de los 50', el torneo solo se disputó dos veces perdiendo la regularidad que venía llevando desde la liga jujeña de 1928 jugándose solamente en 1952 en donde ganaría su quinto campeonato y en 1954 el torneo lo gana General Belgrano cortando así la racha arrasadora de Gimnasia, contra todo pronóstico la liga se disputó en 1959 pero no se pudo concluir y se declaró desierta. Sin embargo, el club desciende de categoría en 1959, viéndose obligado a tomar impulso desde abajo para rearmarse y volver a la Primera Categoría del fútbol jujeño.
En la década de los 60', Gimnasia se reafirmaba como uno de los equipos más destacados del fútbol jujeño a través de la conducción de dirigentes notables como Hugo Llapur e institucionalmente surgió la primera rifa del club, una forma de recaudación que de a poco se fue convirtiendo en una tradición para el pueblo jujeño, actualmente esta rifa se la conoce como "Bingo Lobo" que sigue siendo muy importante para el club. La liga jujeña de fútbol volvió a la regularidad durante esta década donde fue una de las etapas más competitivas de la liga, donde no se hizo fácil coronarse, en frente había equipos muy competitivos Altos Hornos Zapla y Talleres de Perico. Las primeras dos ediciones el conjunto Albiceleste no pudo salir campeón, llevándose el campeonato de 1960 Atlético Gorriti y el de 1961 Altos Hornos Zapla. Recién en las temporadas 1962 y 1963, Gimnasia obtuvo el bicampeonato pero al año siguiente el equipo periqueño le arrebata a Gimnasia la posibilidad de tener su segundo tricampeonato. En las próximas tres temporadas Talleres de Perico y Gimnasia van a dominar el fútbol jujeño, siendo el "Expreso Azul" en 1966 y el "Lobo" campeón en las temporadas 1965 y 1967. A partir de 1967 el fútbol argentino empieza a tener un proyecto de federalización en donde después de años de espera los clubes del interior ya no se limitarían a jugar solamente sus ligas regionales y tener la aspiración de jugar en la Primera División, a partir de este momento ganar la liga regional empieza a tener una doble motivación, por una parte obtener la gloria regional y la otra permitiendo un cupo para jugar los torneos regionales que permitían la clasificación a Primera y en otros casos una plaza fija que permitía la clasificación automática sin la necesidad de jugar el Torneo Regional. Esto generó que la liga jujeña aumente en su nivel de competición donde Gimnasia va a tener campeonatos muy peleados contra Altos Hornos Zapla donde estos dos clubes van a dominar completamente la liga en las décadas de los 70' y 80'.

### Creación del Torneo Nacional y Regional

#### Primeros Torneos Regionales
En 1967 la AFA crea el Torneo Nacional que fue un certamen no regular que se disputó en Primera División, desde 1967 hasta 1985. Este campeonato fue creado por Valentín Suárez en ese entonces presidente de la Asociación del Fútbol Argentino, con la finalidad de federalizar el fútbol argentino, incorporando a los equipos del interior del país que estaban indirectamente afiliados a la AFA que estaban vinculados a sus ligas regionales centradas en el Consejo Federal. La clasificación a este nuevo torneo se realizó a través del Torneo Regional, basado en la distribución geográfica mediante un sistema de plazas fijas que fueron otorgadas a las ligas regionales con mayor nivel, su organización empezaba con zonas integradas por equipos geográficamente cercanos. Los ganadores seguirían avanzando a través de las fases de eliminación directa hasta llegar a la final donde él o los vencedores, depende cómo sea el caso, clasificaban al Torneo Nacional.
Gimnasia participa del Torneo Regional 1967 siendo el primero de la historia de este torneo. El primer encuentro del "Lobo" en Primera Ronda es contra Central Córdoba (Santiago del Estero). Gimnasia ganó el partido de ida 3-0 en Jujuy pero en el partido de vuelta el equipo santiagueño vencería por 4-0 en Santiago del Estero que más tarde clasificaría al Torneo Nacional 1967 y tras este resultado el "Lobo" quedaría definitivamente eliminado del Torneo Regional.
En el Torneo Regional 1968, Gimnasia jugaría su partido en Primera Ronda frente a su clásico rival Juventud Antoniana. La Ida se juego en Jujuy, Gimnasia empezaría perdiendo contra el conjunto salteño con un gol de Palavecino a los 21' pero terminando el Primer Tiempo aparecería Campos para empatar el partido siendo su resultado final 1-1, la Vuelta, sería una semana después en Salta donde el "Lobo" termina ganando por 1-2 gracias a los goles de Quevedo a los 19' y 28' del primer tiempo y descontaría Ruiz para Juventud Antoniana los 33' del mismo tiempo pero los salteños no pudieron dar vuelta el marcador y esta victoria significo el pase a la Segunda Ronda. El rival de Gimnasia sería otra vez Central Córdoba (Santiago del Estero), la ida se disputó en Santiago del Estero donde el partido terminó 1-1, la Vuelta fue en Jujuy en donde las expectativas eran bastante altas al jugar de local y tras conseguir un empate de visitante pero lamentablemente el equipo santiagueño le ganaría al "Lobo" por 0-3 con goles de Luñiz a los 27' del primer tiempo y 80' del segundo y por último aparecería el gol de Córdoba a los 85' para sepultar el resultado y el "Lobo" siendo nuevamente eliminado por el mismo equipo que lo había eliminado del Torneo un año antes.
Gimnasia no logró clasificarse al Torneo Regional 1969 y cada año que pasaba la ilusión de jugar en la Primera División iba desapareciendo, siendo las últimas tres temporadas para el olvido.

#### Campeón del Torneo Regional y el debut del "Lobo" en Primera
En 1970, el "Lobo" volvió a clasificarse al Torneo Regional 1970 y tras una reestructuración del Torneo, Gimnasia accedió a la Segunda Ronda. El equipo jujeño se volvería a enfrentar otra vez a Central Córdoba (Santiago del Estero) y en ambos partidos terminarían en empate siendo su resultado global 2-2 llevando el encuentro a los penales donde Gimnasia ganaría la serie 2-3 pudiendo eliminar de una vez por todas al conjunto santiagueño de la competición. En la Tercera Ronda, Gimnasia se volvería a enfrentar a Juventud Antoniana donde el encuentro terminaría en victoria para el conjunto jujeño por un resultado global de 2-1 y esta victoria catapulta al "Lobo" a la Etapa Final del Torneo contra Patronato y el que resulte ganador del encuentro clasificaría al Torneo Nacional 1970. El partido de ida en Entre Ríos el encuentro terminaría 1-1 y ahora a Gimnasia le toca jugar la vuelta el día 16 de agosto en su provincia en el estadio de La Tablada, en donde Gimnasia jugaba de local sus encuentros, y para alegría de todos los jujeños, el conjunto albiceleste venció por 3-1 con goles de Luis Sacia, Daniel Quevedo y Ernesto Rojas, siendo un día histórico para el club y para el fútbol jujeño, al lograr clasificarse por primera vez a la Primera División y también en ser el primer equipo jujeño en disputar un torneo de Primera División.
El conjunto jujeño arrancaría a disputar el campeonato de Primera en el Grupo B donde se encontraban equipos de renombre a nivel nacional Boca Juniors, Independiente, el último campeón de la Copa Libertadores 1969, Estudiantes (La Plata) y otros equipos respetables con mucha trayectoria como Rosario Central. El primer partido que disputó Gimnasia en los Torneos Nacionales de AFA fue el 4 de septiembre ante Boca Juniors en La Bombonera, perdiendo por 3 a 1, el gol del equipo jujeño lo marcó Luis Alberto “el Mono” Siacia, días después de esta derrota, el 13 de septiembre el conjunto jujeño tendría que disputar su primer encuentro de local en Primera lo cual fue un evento muy importante para el club y la provincia de Jujuy frente San Martín (San Juan). El estadio de La Tablada estaba explotado de gente esperando por el partido que más tarde terminaría en un empate 2-2. Tuvo que esperar hasta la fecha 8 para ganar su primer partido en Torneos AFA contra Kimberley en Mar del Plata por 1-2 y en la fecha 15 obtuvo su primera victoria de local ganándole 3-2 a Atlanta dándole una alegría a su gente. Más allá de la euforia de poder jugar por primera vez en Primera, en general la campaña fue mala y defensivamente peor siendo una de las defensa más vulneradas del campeonato y el "Lobo" cerraría el torneo contra San Martín (Tucumán) en La Ciudadela empatando y de esta manera se despedía del campeonato. Estos resultados lo terminaron llevando al noveno puesto solo por delante de San Martín (San Juan).

#### Los últimos Torneos Regionales y su segunda temporada en la máxima categoría
Después de disputar el Torneo Nacional 1970 el conjunto del norte argentino se estaba preparando para jugar los próximos Torneos Regionales para así lograr una nueva clasificación a la Primera División. En el Torneo Regional de 1971 no se disputó por eliminación directa como en los cuatro anteriores, ahora la clasificación debía obtenerse a través de una zona de grupos. A Gimnasia le tocó el Grupo 5 formado por Juventud Antoniana y Sarmiento de Catamarca, en este caso un triangular a diferencia de otros grupos que estaban compuesto por cuatro equipos. Gimnasia disputó su primer partido del Grupo 5 en donde le ganó de local a Juventud Antoniana por 3-2, el segundo partido fue el 29 de agosto también de local frente a goleando a Sarmiento de Catamarca por 5-0, el tercer encuentro se disputó en Salta saliendo derrotado por 4-1 ante el conjunto salteño y en el último partido Gimnasia fue a Catamarca en busca de los 2 puntos frente a un Sarmiento que ya estaba eliminado, partido en el cual los jujeños terminaron ganando por 2-3 pero esto no fue suficiente porque si bien esta victoria produjo un empate en puntos entre el equipo jujeño y salteño, días antes Juventud Antoniana le ganó por 0-3 al equipo catamarqueño, en la capital catamarqueña, sacando una mayor diferencia de goles generando que Gimnasia terminara en la segunda posición siendo eliminado.
El "Lobo" volvería a disputar un Torneo Regional en este caso el de 1972 que vuelve al pasado formado de eliminación directa a través de un ida y vuelta. El primer encuentro del equipo jujeño es frente a Estudiantes de La Rioja, el partido de ida se realizó el 28 de mayo en Jujuy que terminaría en victoria de Gimnasia por 3-1 y la vuelta en La Rioja obteniendo una contundente victoria con un marcador de 0-3. El segundo encuentro fue ante un viejo conocido como Central Norte (Salta), la ida fue una victoria para el equipo salteño por 1-0 en Salta pero en la vuelta, Gimnasia ganó de local por 1-0 llevando el partido a los penales donde termina ganando la serie por 4-3. En su próximo encuentro se volvería a ver las caras frente a Central Córdoba (Santiago del Estero), el primer partido de la serie lo ganó Gimnasia en Jujuy por 5-2 un resultado que lo dejaría un poco más tranquilo para la vuelta, tras el empate por 2-2 en Santiago del Estero. Nuevamente disputaría una final del Torneo Regional contra Desamparados (San Juan). Por desgracia el equipo sanjuanino ganó los dos encuentros 0-1 en Jujuy y 2-0 en San Juan dejando a Gimnasia a las puertas de la clasificación a Primera.
En el Torneo Regional de 1973, Gimnasia arranca enfrentándose ante Vélez de Catamarca siendo un día muy especial para el club porque justamente en este partido se inaugura el Estadio 23 de Agosto donde ganó el primer encuentro con un contundente 3-0 en Jujuy y empatando 1-1 en Catamarca. El próximo rival del "Lobo" va a ser frente Atlético Riojano ganándole ambos partidos consiguiendo una victoria aplastante en la ida por 0-6 en La Rioja dejando al conjunto de Jujuy más tranquilo para la vuelta en su provincia, partido que termina ganando por 2-0. Tras esta victoria jugaría una final frente Juventud Antoniana, el arranque de la serie supuso un traspié para Gimnasia que perdió en la ida por 1-0 pero más allá de esta derrota todavía faltaba el partido de vuelta en Jujuy que si bien el equipo jujeño ganó por 2-1 pero el gol de visitante lo mando a Gimnasia a jugar la zona de los equipos perdedores, todavía quedaba una chance de llegar a la final del Torneo Regional, era nada más y nada menos que ganar el grupo de los perdedores. Como el "Lobo" fue el mejor equipo de la "fase regular" clasificó directamente a las semifinales donde se enfrentaría a San Martín (Tucumán), el primer partido igualaron 1-1 pero en la vuelta en Jujuy, Gimnasia se impuso por un 2-0 y con este resultado clasificó a la final del regional donde esperaba Juventud Antoniana. Los encuentros entre Gimnasia y Juventud Antoniana terminaron en empate pero como en la final no podía haber empate ambos partidos se decidieron a través del punto de penal, en la ida en Salta (3)1-1(4) y la vuelta en Jujuy (6)1-1(5) y Gimnasia tras ganar ambas series de penales después de tres años volvió a participar en Primera, clasificando al Torneo Nacional 1973.
Después de tres años vuelve a Primera participando nuevamente en el Grupo B volviéndole a tocar equipos complicados. En esta edición la cantidad de equipos por Zona aumenta 15 y no hay ida y vuelta. Al principio del torneo Gimnasia arranco ganándole por 4-3 en Jujuy a Gimnasia y Esgrima (LP), perdiendo contra Argentinos Juniors en CABA, empatando de visitante frente a Belgrano (Córdoba), y si bien en el próximo encuentro perdería contra Desamparados (San Juan) de local, el equipo del norte se recuperaría contra Chaco For Ever derrotándolo en Resistencia, este arranque irregular se iría agravando a través de las fechas donde el "Lobo" no pudo afirmarse y de las 12 fechas restantes solo le pudo ganar a Rosario Central 1-0 de local. Claramente no se pudo mejorar el papel en Primera repitiendo la misma posición que la última vez saliendo anteúltimo terminando decimocuarto en la Zona con la diferencia que salió esta vez por delante de Kimberley (Mar del Plata), de los 15 partidos jugado el "Lobo" solo pudo sacar 9 puntos de los 30 en juego, siendo la defensa más vulnerada recibiendo 37 goles. Tras esta participación en primera no consiguió participar en el Torneo Regional de 1974 por lo tanto deberá esperar hasta el año que viene para buscar la clasificación a la máxima categoría

#### Torneos Nacionales 1975 - 1977
En 1975 hubo un cambio. A la provincia de Jujuy se le otorgó una plaza fija, esto quiere decir que el campeón de la liga jujeña de fútbol clasificaría automáticamente a Primera División sin la necesidad de jugar el Torneo Regional como años anteriores y no solo una gran ventaja para el "Lobo" sino también para el fútbol jujeño que tendría más oportunidades. En esta misma temporada Gimnasia termina saliendo campeón de su respectiva liga por lo tanto obtiene un cupo para jugar el Torneo Nacional 1975 luego de un año de ausencia.
A diferencia de otros años, le es asignado Grupo C. Gimnasia arrancaría nuevamente ganando de local frente a Chacarita Juniors, un empate frente a Independiente, seguido de una victoria frente Belgrano (Córdoba), el "Lobo" empezó a ganar más confianza y el equipo encontrar cada vez más regularidad, solo al final tuvo algunos inconvenientes perdiendo contra Unión (Santa Fe), pero el conjunto del norte no se dio por derrotado y le ganó a Rosario Central. Esto no significo un relajamiento porque también tenía que estar atento a Independiente que le asechaba el segundo puesto, sobre todo en la anteúltima fecha donde Gimnasia perdió contra Banfield, aunque el equipo Albiceleste seguía dependiendo de sí mismo. Pero la tranquilidad llegó cuando le ganó a Jorge Newbery (Junín) con este resultado y el empate de Independiente permitió asegurarse el segundo puesto. Todos esperaban que Gimnasia, como años anteriores, terminara haciendo una Primera Ronda discreta pero para sorpresa de todos el equipo jujeño realiza una Primera Fase contra todo pronóstico ocupando el segundo lugar dejando por detrás a Independiente. De los 16 partidos en juego Gimnasia termina sacando 21 puntos de 32, haciendo una Primera Fase extraordinaria y por primera vez en la historia un equipo jujeño llegaría a jugar a la Fase Final para pelear el campeonato. La Fase Final lo disputaban los mejores dos equipos posicionados de las cuatro zonas siendo un torneo de ocho equipos, el "Lobo" empezaría ganando a Temperley pero esa ilusión de pelear por el campeonato se fue desvaneciendo con el resto de las fechas después de perder contra Estudiantes de La Plata y Atlético Tucumán en la segunda y tercera fecha, Gimnasia se recuperaría y tras de un encuentro difícil empató contra River Plate, ganándole a Rosario Central en Rosario,empatando frente a Talleres (Córdoba) y por último, cerraría contra San Lorenzo donde perdería contundentemente. Gimnasia finalizó en la cuarta posición. Ese memorable equipo fue bautizado como "La Murguita" conducido por Hugo Cid Conde, cerrando esta manera un más que elogiable campeonato que va quedar en la memoria de todos los hinchas.
Gimnasia volvió a salir campeón de la liga jujeña de fútbol por lo tanto obtuvo el cupo para poder jugar en el Torneo Nacional 1976 y esta vez al "Lobo" le fue asignado el Grupo A. Los dos primeros encuentros terminaron empate, frente Atlético Tucumán y contra Independiente ambos de visitante, en la tercera fecha Gimnasia iría a Turdera donde consigue los tres puntos, ganándole Temperley y en Jujuy a Gimnasia de La Plata. Después de este buen arranque Gimnasia iba a la Estadio La Bombonera donde el conjunto del norte perdería por 3-1 contra un Boca Juniors que posteriormente saldría campeón de ese torneo, y también perdería 2-1 contra Chacarita Juniors. El "lobo" tiene una pequeña recuperación empatando contra Quilmes, ganándole a Atlético Tucumán en el partido de vuelta en Jujuy, luego se llevaría de Avellaneda una derrota ante Independiente pero el "Lobo" levantaría cabeza nuevamente frente a Temperley donde obtendría una victoria. En los tres últimos partidos el equipo jujeño empataría dos frente a Boca Juniors 0-0 y por el mismo resultado contra Chacarita Juniors y perdiendo el último contra Quilmes. A diferencia del excelente Campeonato que Gimnasia realizó la temporada pasada terminado segundo en la Zona y clasificando a la Fase Final esta temporada quedó un poco tapada, pero a fin de cuenta el equipo tuvo un buen rendimiento quedando en la quinta posición de la Zona y uno de los factores se debió a la solidez como local donde no perdió ningún partido, ganando 4 y empatando 4 redondeando una buena temporada.
Gimnasia obtiene su segundo tricampeonato en la liga jujeña y tras este nuevo campeonato vuelve a obtener la plaza que le permite jugar en Primera, en este caso el Torneo Nacional 1977. Nuevamente le vuelve a tocar el Grupo C, y sus primeros cinco encuentros son irregulares, un empate 0-0 contra Sarmiento (Resistencia) en Jujuy, una derrota ante Talleres (Córdoba), recuperándose frente a Vélez Sarsfield ganando 1-0, no corriendo la misma suerte contra Platense saliendo derrotado en CABA y recuperándose frente Colón (Santa Fe), quedándose con los tres puntos en el 23 de Agosto. A partir de la sexta fecha el equipo Albiceleste recibirá una serie de derrotas y algunas terminando en goleadas como el 6-0 que le proporciono River Plate en el Monumental, cortando esta racha negativa contra Colón (Santa Fe) ganando 1-2 de visitante en la antepenúltima fecha, siendo el único que ganó después de victoria ante el mismo rival en el partido de ida. De esta manera el "Lobo" cerraba un mal campeonato terminado en la última posición del grupo, jugando 14 partidos de los cuales cosechó 8 puntos de los 28 en juego.
Tras tres años consecutivos de jugar en Primera, el equipo Albiceleste no correrá con la misma suerte en 1978 donde no podrá revalidar el título de la liga jujeña al ser Altos Hornos Zapla el campeón cortando de esta manera la racha ganadora del "Lobo" y obteniendo la plaza fija para jugar el Torneo Nacional 1978. A Gimnasia no le queda más remedio que esperar hasta el año que viene. Con las expectativas renovadas, en 1979 tampoco pudo obtener la plaza para disputar el Torneo Nacional 1979 quedándose por segundo año consecutivo con las manos vacías

#### Amistosos contra selecciones de Argentina y Polonia 1975-1977

##### Contra Argentina
En 1975, esta versión de Argentina enfrentó a Gimnasia en un amistoso valiéndose de tres de sus jugadores.
La cuestión del federalismo en el fútbol nacional siempre fue un tema de debate, sobre todo en la década del '70, cuando grandes clubes del interior empezaron a asomar cabeza en los Nacionales de Primera División. Visionario, César Luis Menotti vio el potencial de explorar a los jugadores de estos equipos, que durante la mayor parte del año solo disputaban sus ligas locales.
Así, el entrenador anunció a comienzos de 1975 la primera nómina para la que pasaría a la posteridad como la Selección del Interior. Un proyecto no diferente a las famosas selecciones locales que varias veces se armaron para encuentros amistosos. En este caso, el objetivo era probar a los mejores valores de los clubes indirectamente afiliados de cara al armado del equipo del Mundial 1978, siendo citados jugadores de Córdoba, Mendoza, Salta, Tucumán y Jujuy.
Los tres afortunados de nuestra provincia jugaban para Gimnasia: Antonio Rosa Alderete (extremo izquierdo), Daniel Valencia (volante o extremo izquierdo) y José Palacios (delantero centro). Lo curioso, fue que el estreno que tendrían con la celeste y blanca nacional, sería justamente ante su propio club. Dicho encuentro fue programado para el 23 de febrero, luego de que Argentina concentrara en Salta por algunos días, con alta expectativa local para ver por lo menos a esta versión del conjunto albiceleste.
El partido fue descrito por el Diario Pregón como discreto. La formación del local, dirigido aun por Humberto Maschio, fue: Juan Carlos Lugano; Ricardo Salinas, Ramón Ojeda, Juan Carlos García, Miguel Arigoni; Oscar Ochoaizpur, Celso Fernández, Justo Mariani; Juan Carlos López, Nicolás Roselli y Juan Carlos Sánchez (ingresó Ramón Gareca). Por su parte, la Selección de Menotti alineó a: Oscar Quiroga; Victorio Ocaño, Juan Pererya, Pablo Cárdenas, Rafael Pavón; Ricardo Villa, Miguel Oviedo, Valencia; Palacios, Juan Castro y Alderete (ingresaron Eduardo Cortés y Osvaldo Ardiles).
El primer tiempo fue claramente favorable al Lobo, que logró abrir el marcador a los 11' luego de un robo de Roselli que le permitió habilitar a López. El delantero eludió al arquero y definió. Por el contrario, el complemento fue dominado en su totalidad por el representativo argentino, aunque recién llegó la igualdad en los pies de Ardiles a los 40', con el cordobés haciéndole un caño a Salinas y venciendo con tiro rasante a Lugano.
Sin dudas una experiencia inolvidable para el club, en la que los hinchas pudieron ver como una vez finalizado el encuentro los integrantes del seleccionado argentina subieron a sus hombros a los tres jugadores de Gimnasia para la ovación del 23 de Agosto.
Por su parte, ese equipo del Lobo terminaría haciendo historia, consagrándose campeón ese mismo año del Anual de la Liga Jujeña y logrando una de sus mejores campañas en la Primera División en el Nacional, con aquel 4° puesto logrado por La Murguita (aunque esto último ya sin Valencia y Alderete, vendidos a Talleres de Córdoba, y sin Maschio, quien dejó en la dirección técnica a Hugo Conde).

##### Contra Polonia
La Selección de Polonia visitó a Gimnasia en 1977, como parte de una gira de amistosos a lo largo del país. Con goles de Mazur y Kasperczak el cuadro europeo venció 2-1, descontando Brítez para el Lobo.
Esperando el encuentro de mañana entre Argentina y Polonia por la última fecha de la fase de grupos de la Copa Del Mundo, recordamos la incursión del elenco polaco a tierras jujeñas en 1977. Fue durante una de las épocas de auge de este seleccionado de Europa Oriental, que venía de alcanzar el 3° lugar en el Mundial Alemania 1974, el oro olímpico en Múnich 1972 y la plata en Montreal 1976.
La visita se dio como previa al Mundial 1978 de Argentina, al que Polonia estaba muy cerca de clasificar. Días antes de arribar al Aeropuerto El Cadillal, los dirigidos por Jacek Gmoch habían perdido ante Argentina y Talleres de Córdoba, mientras que ante Newell's salieron victoriosos. Por su parte, Gimnasia se encontraba disputando la Liga Jujeña y preparando su futura participación en el Nacional de Primera División. La cita entre ambos fue programada para el domingo 5 de junio de 1977.
La Selección de Polonia, de cuya llegada se hizo un revuelo en la sociedad jujeña (incluyendo recibida en el aeropuerto y participación de figuras políticas), tenía entre sus filas a grandes figuras como Grzegorz Lato, goleador de la Copa Del Mundo 1974, y Zbigniew Boniek. Sin embargo, a pesar de que formaron parte de la delegación, la acumulación de partidos hizo que no fueran utilizados. Aun así, la formación polaca incluyó en su gran mayoría a quienes habían logrado las históricas actuaciones en Alemania y Canadá o, en contraparte, a futuros valores que jugarían en el mundial el año siguiente. El once fue: Jan Tomaszewski; Marek Dszubia, Henryk Wieczorek, Henryk Maculewicz, Janusz Sybis; Henryk Kasperczak, Tadeusz Pawlowski, Zdzisław Kapka; Staniswal Terlecki, Włodzimierz Mazur y Adam Nawałka (ingresaron también Władysław Żmuda, Eugeniusz Cebrat y Tadeusz Nowak).
Por su parte Gimnasia, que se encontraba bajo dirección interina debido a la salida de Humberto Maschio, salió al campo de juego con: César De La Colina; Ricardo Salinas, Roberto Gonzalo, Juan Carlos García, Oscar Sánchez; Héctor Chazarreta, Celso Fernández, Pedro Farías; César Brítez, Ramón Bareiro y Juan Carlos Sánchez (ingresaron Luis Siacia, Oscar Gilé y Antonio Castillo). Vale aclarar que Chazarreta, Farías y Brítez llegaron desde Atlético Ledesma para este amistoso, aunque luego Brítez se quedaría en el Lobo.
Bajo el arbitraje de Miguel Comesaña de AFA y ante un numeroso público, las acciones en el 23 de Agosto iniciaron con dominio jujeño de la pelota, según relata el Diario Pregón. De hecho, Bareiro fue quien tuvo las primeras chances para el local, pero no pudo concretarlas. Sin embargo, a los 17', una selección europea un poco más adelantada impuso categoría y logró abrir el marcador con un cabezazo de Mazur que dejó sin oportunidad a De La Colina. A pesar de este golpe e incluso con la visita bien asentada tras ponerse en ventaja, Farías pudo haber puesto el empate de no ser por una gran salvada del arquero polaco.
En el complemento Polonia demostró una actitud más acorde al prestigio internacional, con varios intentos ofensivos entre los cuales estuvo, a los 7', un gol desde afuera del área por parte de Kasperczak, siendo arremetido por varias chances polacas para seguir estirando la ventaja, Gimnasia pudo encontrar en Brítez algo de claridad. El primer intento del extremo derecho se fue desviado, pero tras un centro desde la izquierda a los 39' logró un cabezazo para estampar 1-2 en el resultado final.
Finalizado el partido el público se mostró muy conforme con el encuentro, poniéndose cálido con la delegación extranjera. Las repercusiones en términos organizativos fueron posiitvas según los dirigentes de Gimnasia, mientras que futbolísticamente el hecho marcó un hito por la visita de una selección (por ese entonces de las mejores del mundo) de tal importancia a Jujuy. De hecho, Polonia seguiría con buenos desempeños internacionales, con un 5° puesto en Argentina 1978 y un 3° puesto en España 1982.

#### El regreso a Primera después de dos años
Luego de dos años de frustraciones, Gimnasia vuelve a coronarse campeón de la liga jujeña por lo que obtuvo la plaza para jugar el Torneo Nacional 1980. Al equipo Albiceleste nuevamente le tocó el Grupo A. Su vuelta a Primera después de años no fue desde luego la mejor, sus seis primeros encuentros, si bien en los dos primeros partidos le gana 2-1 a Atlético Tucumán y obtiene un empate en el partido (interzonal) 0-0 ante Central Norte (Salta), el equipo sufre tres derrotas consecutiva contra Racing (Córdoba), Vélez Sarsfield y Rosario Central, tras esta serie de derrotas Gimnasia logró recomponerse y le gana a Racing Club 2-1 de local, pero cuando fue a La Plata para enfrentarse a Estudiantes de La Plata pierde sin objeciones. A partir de octava fecha el "Lobo" logra estabilizar su defensa y de las últimas siete fechas, empata 5 y gana 2 partidos aunque esta breve mejoría no le alcanza para llegar a alcanzar el segundo puesto. Después de dos años de ausencia en Primera no fue una mala campaña.
Gimnasia logra otro título a nivel regional y vuelve a clasificar directamente a Primera para jugar el Torneo Nacional 1981. el conjunto Albiceleste vuelve al Grupo A por tercera vez consecutiva pero a diferencia del torneo pasado arranca con el pie izquierdo al perder 1-2 local ante Belgrano (Córdoba), aunque en la próxima fecha el "Lobo" se recupera frente a Gimnasia y Tiro (Salta) por 1-0 en Jujuy. En las fechas siguientes se puede ver esta falta de estabilidad al perder el enfrentamiento contra Rosario Central, empatando frenteHuracán, volviendo a perder esta vez en Avellaneda contra Racing Club, logrando ganarle a Gimnasia (Mendoza) en el 23 de Agosto, sacando un empate en Villa Crespo ante Argentinos Juniors para después perder otra vez ante Belgrano (Córdoba). Hasta este entonces parecía que no se encontraba el equipo pero luego de empatar contra Gimnasia y Tiro (Salta) en la fecha 10 empezó a tener una racha ganadora, venciendo a Rosario Central, Huracán y Racing Club por el mismo resultado y logrando un punto frente Gimnasia (Mendoza). Gracias a estos resultados Gimnasia se prende en la pelea por el segundo puesto y en el último partido del grupo el equipo Albiceleste se enfrenta contra Argentinos Juniors en un partido bisagra porque si ganaba se quedaba con el segundo puesto, y eso fue lo que sucedió ganando su partido por 3-1 clasificando a la Fase Final después de 6 años redondeando una muy buena Primera Ronda. Esta vez, la Fase Final sería por eliminación directa y no un Grupo como vez anterior. El "Lobo" se tuvo que enfrentar ante Ferro Carril Oeste en los cuartos de final, un equipo complicado por su solidez defensiva y su buen juego aéreo. El 2 de diciembre se disputó el primer partido en Caballito donde Ferro ganó por 1-0. Este resultado no desmotivaría a Gimnasia que tenía que jugar de local frente a su gente. Una semana más tarde se jugó la vuelta en Jujuy donde lamentablemente Gimnasia volvió a perder 0-1 quedando eliminado del campeonato pero en general haciendo un muy buen torneo.
Con las expectativas en alto por la muy buena actuación del club durante última temporada, el equipo Albiceleste se preparó para disputar el Torneo Nacional 1982. De nuevo en el Grupo A, arranco el campeonato en Jujuy con un empate 0-0 contra el debutante Sarmiento (Junín) para en el próximo partido perder contra Instituto. En las próximas tres fechas el "Lobo" va a empatar frente River Plate, Independiente Rivadavia y Newell's Old Boys en Santa Fe. Yendo a CABA perdería su encuentro Nueva Chicago, en los días siguientes le ganaría de manera segura a Quilmes en el norte, pero no correría con la misma suerte frente a Sarmiento (Junín) en Buenos Aires donde perdió por lo justo. Gimnasia se recupera contra Instituto al ganarle en Jujuy, pero en los últimos cinco partidos solo le pudo sacar un empate a Independiente Rivadavia y una victoria a Nueva Chicago perdiendo el resto de los encuentros contra River Plate, Quilmes y Newell's Old Boys. Gimnasia disputó los 14 partidos de los cuales obtuvo 12 puntos. Algo para destacar es la firmeza que mostró de local ganando 3 y empatando 5, sin perder ningún partido siendo el único equipo del Grupo en terminar invicto como local con una contra cara total de lo que fue de visitante donde solamente empató un partido y perdiendo el resto.

#### Nuevas Ausencias en Torneos Nacionales
En 1983 sufrió otra ausencia en Primera División, al no poder salir campeón de la liga jujeña de fútbol siendo Altos Hornos Zapla campeón de este torneo llevando consigo la plaza directa para jugar el Torneo Nacional 1983. En 1984, Gimnasia tampoco pudo salir campeón de la liga pero esto no lo dejó con las manos vacías, esto se debe a la reestructuración del Torneo Regional el "Lobo" entró al Torneo Regional 1984 y de esta forma le permitió buscar una plaza a la Primera División para evitar una nueva ausencia, volviendo a jugar este torneo después de muchos años. Gimnasia tuvo que medirse en la Zona 4 (subzona 2) en el cual el ganador de la subzona 2 jugaba una final ida y vuelta contra el ganador de la subzona 1 para obtener la plaza a Primera División. En las primeras cuatro fechas el club de San Salvador de Jujuy arrasó sin ningún problema, ganando ante Atlético Ledesma,Ficoseco, Juventud Antoniana e Independiente (Hipólito Yrigoyen), quedando libre en la quinta fecha. Hasta este momento el club Albiceleste parecía imparable pero a partir de la sexta fecha ocurrió lo impensado, de las últimas cinco fechas perdió 3-2 contra Atlético Ledesma, 0-3 ante Ficoseco, luego obtuvo un empate 3-3 en Salta a Juventud Antoniana y una semi lapidaria derrota contra Independiente (Hipólito Yrigoyen) 3-1. El Lobo ante esta pésima racha a un conservaba el primer puesto pero dependía de un milagro y ese milagro nunca sucedió cuando Atlético Ledesma empató 1-1 frente Independiente (Hipólito Yrigoyen) quedándose, el equipo Libertador General San Martín con el primer puesto accediendo a la final frente a Central Córdoba (Santiago del Estero). Cerrando de esta manera un más que doloroso año.
Al igual que en año anterior Gimnasia tampoco logra coronarse campeón de la liga y para sorpresa de todos el campeón de ese año fue Juventud Celulosa, llevándolo a jugar el Torneo Regional 1985. Este año se le va asignar la Zona 4 en la subzona B, el equipo Albiceleste tendría un arranque aceptable, empatando en el primer partido 1-1 ante Central Norte (Salta) al igual que contra Atlético El Carmen, ganándole a General Güemes de local,Deportivo Tabacal (Salta) en dicha provincia y perdiendo ante Atlético Ledesma en Estadio 23 de Agosto. Mejorando el rendimiento en los próximos encuentros, si bien empata 0-0 contra Central Norte (Salta), en las próximas fechas va a golear a Atlético El Carmen, ganándole con lo justo a General Güemes y también por el mismo resultado a Deportivo Tabacal (Salta). A simple vista, y luego de la derrota de Atlético Ledesma frente al "Cuervo salteño" parecía que Gimnasia se quedaría con el primer puesto pero nada de eso sucedió. El "Lobo", que dependía de él mismo, solo tenía que ganarle en el partido de la vuelta a Atlético Ledesma para asegurarse la primera posición así evitando que el equipo de Libertador General San Martín que lo venía persiguiendo se quedara con la plaza. Por desgracia, apareciendo los fantasmas del torneo anterior Gimnasia perdió su encuentro por 3-2 y quedó sentenciado a la eliminación.
Para 1986, el Torneo Nacional dejó de existir después de 18 años, ante esto el Torneo Regional 1985-86 sufrió unas modificaciones. La AFA decide que los seis clubes semifinalistas van clasificar a la liguilla pre-libertadores, aunque al principio la idea era que el campeón obtuviera un cupo directo hacia la Copa Libertadores 1987, pero decidieron cambiarlo y que sean los mejores seis quienes participaran en dicha liguilla. El torneo se dividió en cuatro fases: Primera Fase, Segunda Fase, Tercera Fase y Final. Los equipos que llegaran a la tercera fase son los que posteriormente van a jugar la liguilla frente a los equipos de Primera que finalizaran del segundo al octavo puesto.
Gimnasia va a jugar este torneo y tocándole el Grupo A de la Zona NOA donde el primer equipo del grupo clasificaría a la siguiente fase. El Albiceleste arranca el grupo empatando sus dos primeros partidos, 1-1 ante Altos Hornos Zapla y por el mismo resultado frente Atlético Ledesma. Pero a partir de la fecha 3 el equipo va a tener una racha muy positiva ganando los cuatro partidos restante, ante Santa Rosa del Carmen, frente su clásico rival Altos Hornos Zapla, goleando categóricamente al equipo de Libertador General San Martín y arrollando a Santa Rosa. Tras estos excelentes resultados obtiene el primer puesto de manera invicta clasificando a la Segunda Fase. En la segunda ronda Gimnasia arranca de forma aceptable ganándole a San Martín (Tucumán), luego empatando contra Central Norte (Salta) y frente Concepción (Tucumán). Va a sufrir el primer traspié de la temporada perdiendo 1-0 ante San Martín (Tucumán) recuperándose a la brevedad contra el conjunto salteño venciendo por 1-0. Llegando la última fecha Gimnasia podía forzar un desempate por el primer puesto ante Concepción (Tucumán) únicamente si obtenía la victoria porque el equipo tucumano corría con dos puntos de ventaja, lamentablemente se perdió solamente por 0-1 y Concepción (Tucumán) avanzó a la Tercera Fase clasificando a la liguilla pre-libertadores, quedándose Gimnasia otra vez a las puertas.

### La reestructuración de la AFA
A mediados de 1986, la AFA creó la Primera B Nacional con el objetivo de federalizar de una vez por todo el fútbol argentino, como una continuación del anterior Torneo Nacional, incluido en una reestructuración generalizada de todos los campeonatos oficiales del fútbol argentino. Se apuntó entonces a que los clubes del interior del país tuvieran una competencia regular, sistematizando los ascensos y descensos. De esta manera, se evitó que no quedara solo reducido a equipos de Buenos Aires y Santa Fe. El campeonato fue intercalado, por el lado de los directamente afiliados a la AFA, entre la Primera División y la preexistente Primera B, conocida popularmente como B Metropolitana, que pasó a ser una competencia de tercera categoría en el sistema de torneos del fútbol argentino. Mientras que los indirectamente afiliados a la AFA, pertenecientes a las ligas regionales de las provincias de Argentina, se incorporaron al sistema de ascensos y descensos a través del también recién creado Torneo del Interior, nuevo certamen de tercera categoría en ese ámbito.
El Torneo del Interior 1986 otorgó 13 ascensos a la Primera B Nacional para participar de la Temporada 1986/87. En este caso la liga jujeña de fútbol participó en el primer armado del Torneo del Interior por lo tanto, los equipos jujeños participaron de la primera edición. La organización para el ascenso fue realizar una rueda de partidos y los seis mejores ubicados clasificaran a la Fase Final. Por lo tanto, Gimnasia y Talleres (Perico) debían enfrentarse en un ida y vuelta para definir el ascenso. El "Lobo" gana el primer encuentro en Perico por 0-1, pero en la vuelta Talleres gana por 0-3 en el 23 de Agosto. Tras no poder definirse el ascenso ante el triunfo de cada uno, se tuvo que jugar un partido de desempate en cancha neutral en el Emilio Fabrizzi de Palpalá. Gimnasia tras vencer por penales 3-1, luego de empatar 1-1 en los 90 minutos reglamentarios, consiguió el tan ansiado ascenso a la Primera B Nacional para disputar el Campeonato Nacional B 1986-87 y a la vez, logrando coronarse campeón por haber ganado el clasificatorio. El DT en ese momento fue Vladem Quevedo Lázaro Ruiz (más conocido como "Delém").

#### Primeras temporadas en la B Nacional y falta de estabilidad
Tras lograr el ascenso tenía la mente puesta en el nuevo torneo, que de antemano iba a ser un campeonato complicado por la cantidad de partidos y las enormes distancias que el conjunto "Albiceleste" habría de recorrer. Esta nueva línea de competencia provocó un cambio redundante en el fútbol de Gimnasia, disputando desde entonces la Liga Jujeña de Fútbol no con su primer equipo, sino con su reserva (conformada por jugadores de inferiores) y ocasionalmente con un equipo mixto (algunos jugadores profesionales). El arranque fue irregular, el primer encuentro pierde 3-0 contra Lanús, empatando 1-1 en su debut como local ante Tigre y perdiendo contra Chaco For Ever por 2-0. En las próximas tres fechas Gimnasia gana su primer encuentro en el torneo 1-0 a Deportivo Armenio, al igual que en Salta a Central Norte por 1-2 y sacando un empate con sabor a poco frente Deportivo Maipú. Desde la fecha 6 en adelante el equipo del norte va a empatar cinco y perdiendo cuatro, donde solo puede rescatar una victoria ante Unión (Villa Krause) por 0-1 en San Juan en la fecha 16 y faltando cinco fechas para que concluya la mitad del campeonato solo va a cosechar tres empates y dos derrotas. Un arranque más que alarmante para Gimnasia que únicamente ganó tres partidos de veintiuno. En la reanudación del torneo las cosas siguen igual cosechando empates y derrotadas. En la fecha 26 logra cortar esta mala racha ganándole a su rival salteño Central Norte y dos fechas más tarde a  Atlético Concepción (Tucumán) 4-2. Pero el resto del torneo va a seguir siendo lo mismo, empatando y perdiendo la mayoría de sus encuentro y obteniendo alguna que otra victoria, que sin mucho misterio lo llevaron a pelear el descenso teniendo que jugar un desempate para evitar este mismo y determinar quién sería el último descenso contra Central Norte (Salta) y Chacarita Juniors.
En este triangular de desempate, Gimnasia empató 0-0 contra sus rivales. Cuando se enfrentaron Central Norte (Salta) y Chacarita Juniors terminaron empatados a uno. Al haber empatado los tres encuentros se decidió el desempeño en los partidos en la fase regular del torneo. Por lo tanto Gimnasia, al haberle ganado sus dos encuentros a Central Norte (Salta) y empatado contra Chacarita Juniors conservó la categoría siendo el equipo salteño el descendido esa temporada, concluyendo así una terrible temporada y muy comprometido con el promedio para la próxima temporada teniendo que mejorar de manera urgente.
Quedó muy claro que si se quería mantenerse tenía que mejorar sin ninguna excusa, pero las condiciones para que eso sucediera estaban cada vez más lejos. El club entró en una crisis financiera e institucional muy fuerte y esto se va a ver claramente reflejado en la temporada 87/88 generando que varias actividades quedaran descontinuadas. Gimnasia arrancó la primera mitad del campeonato de muy mala manera en donde pierde la mayoría de sus partidos solamente ganando tres y empatando cinco. En la segunda mitad del torneo el equipo nunca encontró la manera para por lo menos tener una aspiración a salvarse, el conjunto "Albiceleste" nuevamente perdió la gran mayoría de los partidos ganando solamente un partido 1-0 ante Huracán en Jujuy y empatando otro un 1-1 frente Colón (Santa Fe) convirtiéndose sin ninguna duda en el peor equipo del torneo, ubicándose en la última posición siendo sentenciado al descenso.

#### Primeras campañas en la Tercera División
El equipo "Albiceleste" tiene que afrontar el Torneo del Interior 1988/89 si quiere volver a la Primera B Nacional. Para ese entonces tuvo que medirse en el Grupo B de la región NOA. El inicio fue flojo, ganando el primer encuentro 1-0 ante General Vespucio y luego empatando los cinco partidos siguientes. Aunque por sorpresa y teniendo un poco de suerte, Gimnasia obtuvo el segundo puesto que lo habilitó poder jugar el Grupo Final para ganarse la clasificación al Interzonal Noroeste. Pero esta vez no tuvo la misma suerte y de las seis fechas, perdió cuatro y logró dos empates uno frente a Juventud Antoniana y el otro ante Concepción (Tucumán), siendo eliminado del torneo y quedando claro que actuaciones como en el arranque del torneo no iban a ser suficientes.
El comienzo del Torneo del Interior 1989/90 fue positivo venciendo en el primer partido 1-0 a San Juan (Ingenio San Pablo) como local, al igual que ante Juventud Unida (Rosario de Lerma), para después sacar un empate contra Juventud Antoniana y perdiendo en el partido de vuelta contra San Juan (Ingenio San Pablo). En las dos últimas fechas, Gimnasia va a ganar sus respectivos partidos, de forma categórica frente a Juventud Unida (Rosario de Lerma) 6-2 y contra Juventud Antoniana. Estos buenos resultados hicieron que el "Albiceleste" clasifique a la Segunda Fase.
Arrancando esta instancia, gana sus primeros partidos, ante Social Vespucio de visitante y de nuevo a San Juan (Ingenio San Pablo) en el 23 de Agosto, después en la tercera empata frente a Tabacal (Hipólito Yrigoyen) y ganándole a Social Vespucio. Gimnasia se complica el primer puesto cuando pierde contra su perseguidor en el partido de vuelta 1-0 San Juan (Ingenio San Pablo), pero en la fecha final le ganaría a Tabacal (Hipólito Yrigoyen) y ante la derrota de San Juan (Ingenio San Pablo), se asegura el primer puesto con 9 puntos.
En la Fase Final, Gimnasia empieza empatando 0-0 contra  Atlético Concepción (Tucumán), pero tras este empate inicial conecta tres triunfos consecutivos, frente Gimnasia y Tiro (Salta), San Juan (Ingenio San Pablo) y  Atlético Concepción (Tucumán) en Jujuy. En la quinta fecha el "Lobo" pierde su primer partido ante Gimnasia y Tiro (Salta), si bien este resultado deja un poco de dudas sobre si puede clasificar tranquilamente, en la última fecha Gimnasia le gana cómodamente 4-0 a San Juan (Ingenio San Pablo) terminando primero en el grupo y accediendo al Interzonal Noroeste para buscar el ascenso a Segunda División.
A diferencia de las Fases Previas, el Interzonal se define por eliminación directa (ida y vuelta), siendo su primer rival Mitre (Santiago del Estero). En el encuentro de ida los dos equipos empatan 1-1 en Santiago del Estero dejando al equipo jujeño con más chances al definir como local no pudiendo aprovechar su localía y terminó empatando 0-0, yendo directo a penales en donde el "Aurinegro" ganó la serie 0-3 y Gimnasia fue eliminado.

#### Ascensos frustrados hacia la segunda categoría
De nuevo pensando en el ascenso, el "Lobo" arranca el Torneo del Interior 1990/91 en el Grupo D y tiene un comienzo muy bueno, goleando a Belgrano (General Güemes) 3-0, empatando frente Gimnasia y Tiro (Salta) para luego ganar tres partidos consecutivos, frente Atlético Ledesma, Belgrano (General Güemes) en Salta y a Gimnasia y Tiro (Salta). Con esta última victoria Gimnasia termina clasificando en la anteúltima fecha en el primer puesto.
En la Segunda Fase, tiene un comienzo difícil al empatar los dos primeros partidos 0-0 y 3-3 ante Sportivo Guzmán (Tucumán) y  Atlético Concepción (Tucumán), luego pierde al enfrentar a Atlético Ledesma. Ante este panorama se complicaba la clasificación a la Fase Final, pero logra recuperarse y ganar a Sportivo Guzmán (Tucumán), empatando frente  Atlético Concepción (Tucumán) y ganarle en la última fecha a 3-1 al equipo de Libertador General San Martín. Con esta recuperación en las últimas tres fechas del conjunto "Albiceleste" y ayudado por otros resultados en el grupo, logra clasificarse.
En la Fase Final tiene un arranque irregular, ganando el primer partido 2-1 a Sportivo Guzmán (Tucumán) y perdiendo los tres siguientes. Al igual que en la fase anterior, el "Lobo" se recupera ganando los dos últimos partidos y en la fecha al ganarle 3-0 a Juventud Antoniana con esta victoria y el empate de Concepción (Tucumán), se clasificó segundo y nuevamente participando del Interzonal.
El primer encuentro en el Interzonal fue contra Sarmiento (Catamarca) donde el "Lobo" obtuvo la victoria por 3-2 en Jujuy y sufriendo en la vuelta perdiendo 1-0, definiéndose el partido en el punto del penal. Gimnasia, tomándose revancha del torneo pasado venció 2-3 en la serie de penales, obteniendo el pase a la semifinal. Su próximo rival va a ser Nueva Chicago y el primer partido se disputó en el 23 de Agosto donde el "Lobo" no supo aprovechar su condición de local sacando un empate 1-1. La vuelta en Mataderos fue peleada pero Nueva Chicago pudo imponerse y ganar 3-2. Gimnasia si bien quedó eliminado nuevamente, cada vez estaba más cerca de conseguir el ascenso.
En el Torneo del Interior 1991/92, a Gimnasia le toca el Grupo D. En donde tiene un comienzo muy bueno ganando, sus primeros cuatro partidos ganándole a Unión Güemes (General Güemes), Gimnasia y Tiro (Salta), Monterrico (San Vicente) y goleando 6-1 a Unión Güemes (General Güemes), en la próxima fecha va a perder 0-1 contra el "Albo" salteño pero no va a traer consecuencias mayores puesto que el "Lobo" ya había clasificado siendo primero del grupo.
Después de clasificar a la Segunda Ronda, Gimnasia retiene ese envión de la Primera Fase. Ganando sus primeros partidos, frente Central Norte (Tucumán) y a Sportivo Guzmán (Tucumán). Tras dos empates consecutivos, frente Gimnasia y Tiro (Salta) y contra Central Norte (Tucumán), vence 1-0 en el partido de vuelta a Sportivo Guzmán (Tucumán) donde reiteradamente vuelve a conseguir el primer puesto y partiendo hacia la Fase Final.
Al principio de la Fase Final, el conjunto "Albiceleste" tiene un arranque complicado ganando su primer partido  contra Defensores (Fraile Pintado) pierde los otros dos encuentros ante  Atlético Concepción (Tucumán) y frente Gimnasia y Tiro (Salta). El conjunto "Albiceleste" logra despertarse y en las últimas tres fechas, consigue tres victorias consecutivas que lo tranquilizan y obtiene la segunda posición que lo habilita jugar por tercer año consecutivo el Interzonal.
El primer partido va a ser contra Unión Santiago (Santiago del Estero), donde Gimnasia pierde 2-1 en la ida pero en el partido de vuelta el conjunto de San Salvador de Jujuy logra ganar 2-0 en los 90 minutos llevando el partido al alargue y estallando la alegría del público jujeño al convertir el tercer gol y pasando a la semifinal. El siguiente encuentro fue contra Almagro, sufriendo una derrota por 3-2 en Buenos Aires pero al igual que en pasado partido, Gimnasia termina ganando 3-1 y después de tanto sacrificio llega a la final del Interzonal.
En la final se vuelve a ver las caras contra Gimnasia y Tiro (Salta), estos dos rivales ya se tenían estudiado puesto que en esta temporada se habían enfrentado seis veces y ahora iban a jugar un partido más que decisivo.
El "Lobo" arrancaba de local pero lamentablemente el conjunto salteño fue superior al ganar 2-4, ante este resultado el equipo no bajo nunca los brazos y fue a Salta a conseguir el ascenso. Pero el partido terminó 1-1 y por lo tanto el equipo salteño consiguió el ascenso a la segunda categoría.

#### Temporadas inolvidables: el doble ascenso
La temporada 1992/93 del Torneo del Interior, a Gimnasia le es asignado el Grupo A empezando con el pie derecho con una victoria sobre Atlético Chicoana (Salta) 1-4, en la próxima semana venciendo a Ñuñorco (Tucumán) 1-0 en Jujuy y cortándose las victorias con un empate 1-1 ante Juventud Antoniana. El "Lobo" no va a tener ningún problema en los próximos partidos puesto que va a ganar todos los encuentros, 4-1 frente Atlético Chicoana (Salta), 1-2 sobre Ñuñorco (Tucumán) y en la última fecha venciendo a su clásico, Juventud Antoniana, con una goleada por 4-0 en Jujuy terminando en una gran felicidad para el público jujeño.
En la segunda estancia el rendimiento va a ser menor, empatando sus primeros encuentros, 2-2 ante Talleres (Perico), 0-0 frente Juventud Antoniana y perdiendo el tercer partido Central Norte (Salta) 3-2. Hubo una reacción a tiempo y Gimnasia de los tres partidos que le restan, le gana a Talleres (Perico) 0-2 y 3-0 Central Norte (Salta) siendo este último partido clave para asegurarse en la segunda posición y pasar de ronda. El "Lobo" empieza en la Fase Final contra Bella Vista (Tucumán) goleando por 3-0 y empatando dos partidos de forma consecutiva, 1-1 Juventud Antoniana y 1-1 Concepción (Tucumán). Pero posteriormente logra meter tres triunfos al hilo 1-2 ante Bella Vista (Tucumán), 2-0 a Concepción (Tucumán) y 1-0 contra Juventud Antoniana, terminando primero en el grupo.
Estando en el Interzonal, se iba a enfrentar a Dock Sud sin embargo el conjunto "Albiceleste" gana 1-2 en la ida y en la vuelta 2-0 con el boleto para disputar la semifinal. El próximo equipo a vencer era Guaraní (Misiones) donde nuevamente lograr ganar 2-1 en ambas ocasiones, y tras este resultado clasificaría por segunda vez consecutiva a la final del Interzonal donde lo esperaba Chacarita Juniors. En el partido de ida va a perder por 1-0 pero la historia no se iba a repetir y en un 23 de Agosto repleto de gente y una Provincia expectante, el "Lobo" terminó ganando por 3-1 con los goles de Mario Lobo, Carlos Rosas y Rubén Morelli en el tiempo extra en un partido más que memorable siendo así campeón del Interzonal, logrando el ascenso a la Primera B Nacional. Tras 5 años en el Torneo de Interior, que cuando llegó a esta categoría en 1988 el club estaba al borde la quiebra, después de tanto trabajo, esfuerzo y sacrificio se obtuvo el tan deseado ascenso.
El 22 de agosto de 1993, iniciaba la temporada 93/94 con muchas expectativas al poder mantener la base del equipo del pasado ascenso y con la idea de pelear el ascenso. El primer partido se ganó 3-1 a Unión (Santa Fe), teniendo un arranque excepcional perdiendo recién en la fecha diecisiete, 1-0 frente a Nueva Chicago en Mataderos. Más allá de esta derrota, se posicionaba como un candidato firme para el ascenso para la Primera División obteniendo puntos en la gran mayoría de las fechas, ya sea ganando o empatando, siendo muy pocas las veces en que sea derrotado por algún rival. Gimnasia nunca aminoro su ritmo, convirtiéndose en un equipo imparable y siendo un dolor de cabeza para sus perseguidores que siempre lo estaban viendo desde abajo esperando a que el "Lobo" perdiera puntos para así poder pasarlo. En la fecha 37, el 13 de mayo, se jugó un partido muy importante para la definición del torneo contra Quilmes, principal perseguidor, en Buenos Aires partido que finalizó 2-2, en donde Gimnasia siempre estuvo en desventaja pero jamás perdiendo la calma y empatándolo ambas veces. Tras este partido arrebatarle el primer puesto al equipo "Albiceleste" solo se volvió en una expresión de deseo cuando el 25 de junio de 1994, Gimnasia vuelve a la máxima categoría del fútbol argentino tras 12 años de ausencia, al ganarle por 3-0 con dos goles de Carlos Rosas y de Mario Lobo a Central Córdoba (Rosario) en un 23 de Agosto lleno de gente consagrándose campeón del torneo con la dirección de Francisco “Pancho” Ferraro. De esta manera cerraba uno de los mejores campeonatos siendo en unos de los más memorables de su historia.

### La vuelta a Primera División luego de la reestructuración de la AFA

#### Primeras temporadas y el objetivo de consolidarse
Gimnasia después de tener un ascenso meteórico de dos categorías se encontraba jugando la Primera División.
Debutaría en el Torneo Apertura 1994 perdiendo 2-0 contra Vélez Sarsfield en Buenos Aires pero en la próxima fecha le ganaría a Lanús 1-0 en el 23 de Agosto. Al principio, el torneo fue flojo empatando y perdiendo la mayoría de los partidos aunque a partir de las últimas cinco fechas pudo conseguir una racha positiva ganando cuatro y empatando uno dándole un poco de aire al equipo jujeño. Tras este no tan buen debut, Gimnasia terminó en la decimoséptima posición.
A diferencia del pasado torneo, en el Torneo Clausura 1995 le fue un poco mejor, no por tener un mejor rendimiento sino al ser un campeonato muy parejo. El conjunto jujeño no vería la victoria hasta recién entrada la fecha 7, ganándole 2-0 a Independiente y tras este partido tuvo una mejora en las próximas cinco fechas donde perdió 2-1 frente San Lorenzo, le ganó 1-0 a Belgrano (Córdoba) y por el mismo resultado a River Plate en el Monumental y en las próximas fechas sacó dos discretos empates, 0-0 frente Racing y 1-1 contra Banfield. Luego en las últimas siete fecha el conjunto "Albiceleste" cosecharía tres empates, tres derrotas y una sola victoria frente a Platense por 2-0. De esta manera el "Lobo" cerraba el campeonato salvándose del descenso por las malas temporadas de Deportivo Mandiyú y Talleres (Córdoba) y quedándose en Primera un año más, cerrando en la décima segunda posición con 21 puntos. Y en la tabla general (Apertura + Clausura) cosechó 42 puntos terminando decimosexto y de esta forma cierra un comienzo medio regular.
En el Torneo Apertura 1995, logra hacer un buen torneo, arranca de menor a mayor aunque este impulso terminó después de la fecha 10 al perder 1-0 frente River Plate porque hasta ese momento el equipo "Albiceleste" estaba en los primeros puestos de la tabla. Pero esto no significaría una debacle profunda sino que pudo recuperar cierta regularidad y se quedó clavado en la mitad de la tabla, terminando en el octavo puesto del campeonato cosechando 28 puntos cerrando un buen torneo, en donde se vio un equipo con más poder de gol, siendo Marcelo Trimarchi el goleador del equipo haciendo 8 goles.
Gimnasia en el Torneo Clausura 1996 no logró repetir un buen torneo y esto pudo verse a primera vista en los problemas defensivos que tuvo. Si bien arrancó el campeonato en las primeras cinco fechas de buena manera no pudo sostener el ritmo entrando en un espiral descendente volviendo a ver la victoria en la fecha 12 contra Estudiantes (La Plata) por 1-0 y en la última fecha 2-0 frente a Newell's Old Boys. De esta forma se pudo ver la falta de rigidez en defensa donde pocas veces el "Lobo" terminó con el arco invicto. Tras estos números obtuvo décima sexta posición con 21 puntos. En la tabla general logró la décima posición con 49 puntos en total pero nuevamente al filo del descenso de esta manera se fueron Belgrano (Córdoba) y Argentinos Juniors. El equipo jujeño no descendió por el buen Apertura que hizo y esto le sirvió como un buen colchón de puntos después del mal Clausura que jugó.
Nuevamente Gimnasia tuvo un buen arranque para el Torneo Apertura 1996 pero se fue pinchando al transcurrir las fechas pero no se puede decir que fue para mal. El equipo jujeño al igual que en otros torneos empezó a tener una campaña irregular disputando un puesto en la mitad de la tabla. No fue un mal torneo para el "Lobo" aunque la falta de gol no le permitió terminar en posiciones más altas y hay que recordar que Gimnasia siempre miraba de reojo la zona de descenso y terminó en la decimosegunda posición con 25 puntos. Gimnasia fue una de las mejores defensas del campeonato pero una de las peores delanteras solo por delante de Banfield.
Tras realizar un Apertura aceptable del torneo el Torneo Clausura 1997 fue para el olvido terminando en la última posición sin discusión alguna. El equipo solo logró dos victorias en todo el campeonato frente San Lorenzo 2-1 y 2-0 contra Unión (Santa Fe) ambas en Jujuy. De forma lamentable, Gimnasia cerraba su torneo solamente con 14 puntos cosechando con 2 victorias, 8 empates y 9 derrotas con unos miserables 14 puntos convirtiendo 22 y recibiendo 35 goles. En la tabla general terminó decimoséptimo con 39 puntos, y como en el torneo pasado, al borde del descenso y complicado para la temporada que viene.

#### La estabilización de Gimnasia en Primera
Para el Torneo Apertura 1997 Gimnasia va a realizar un torneo irregular, el equipo en todo el campeonato no encuentra regularidad mismo de una fecha a la otra. Tras la finalizar el Apertura el "Lobo" logra cosechar 20 puntos. El equipo no podía descuidarse porque tras esta campaña irregular que fue más mala que buena, estaba peleando el descenso de cerca y tendría que mejorar para poder olvidarse de la temporada pasada que fue bastante mala.
Gimnasia arranca el Torneo Clausura 1998 de muy buena manera, si bien el conjunto del norte en la primera fecha pierde 1-4 contra Ferro en las fechas siguientes va a conseguir cuatro triunfos consecutivos contra Deportivo Español por 2-3, 2-0 a Huracán, 1-2 frente Gimnasia (La Plata) y 2-0 ante Racing. En la siguiente fecha empata 0-0 contra su rival Gimnasia y Tiro (Salta), logra recuperarse contra Unión (Santa Fe) ganando por 2-0 en Jujuy. En las dos fechas siguientes consigue un buen punto frente a Boca Juniors y un empate 1-1 con sabor a poco contra Platense de local. Hasta ese momento el "Lobo" estaba peleando el campeonato frente a Vélez Sarsfield convirtiéndose en la sorpresa del campeonato. Tras haber perdido contra Newell's Old Boys 1-0 en Santa Fe, se venía el partido decisivo entre el "Lobo" y el "Fortín" en el 23 de Agosto por la fecha 11, tras una gran expectativa Gimnasia pierde 0-2 y las chances de seguir peleando arriba se van desvaneciendo pero no debía olvidarse que tenía que salvarse del descenso. Después de este encuentro el equipo no baja los brazos y sigue con un muy buen nivel, más allá de perder 3-1 frente a San Lorenzo, y de los últimos siente partidos ganó 4, empató 2 y solamente perdiendo 1. Por lo tanto el "Lobo" realizó un muy buen campeonato terminando en la cuarta posición donde logró cosechar 32 puntos. Por esta gran campaña el equipo se salvó del descenso y cosechó una buena cantidad de puntos para estar tranquilo en las próximas temporadas y en la tabla general obtuvo el décimo lugar habiendo logrado 52 puntos.
En el comienzo del Torneo Apertura 1998 Gimnasia tendría un mal arranque al tener que esperar a la fecha 8 para conseguir su primera victoria en el campeonato 1-3 frente a Platense en Buenos Aires, luego de este triunfo el equipo jujeño tiene una larga racha de empates y puede recién cortar esa racha frente a San Lorenzo ganándole 3-2 en Jujuy y después una buena victoria en Córdoba ante Talleres 1-2. Y en las últimas cinco fechas Gimnasia empata 2, pierde 2 y ganando 1-3 ante Unión (Santa Fe). El "Lobo" finaliza el campeonato decimocuarto con 22 puntos. En el Torneo Clausura 1999 el conjunto "Albiceleste" tendría un mal comienzo y en la fecha 3 perdería 7-5 contra Gimnasia (La Plata) siendo recordado como unos de los partidos con más goles en los torneos Clausura y Apertura. Con el transcurso del campeonato enderezaría más el rumbo, sufriendo en la fecha 11 una goleada contundente por 8-0 frente a River Plate convirtiéndose en la máxima goleada en un torneo corto. Luego de esa goleada el "Lobo" no se iba a dar por muerto y en las últimas ocho fechas del campeonato ganaría 5, empataría 2 y perdería un solo partido. Gimnasia logra hacer un mejor campeonato que el pasado y cierra el torneo en el décimo puesto y Mario Lobo sería el goleador del equipo convirtiendo 11 goles. En la tabla general vuelve a cosechar 47 puntos terminando decimotercero.

### La campaña del "Lobo" en el Nuevo Milenio

#### La mala campaña y el descenso
El Torneo Apertura 1999 fue una pesadilla para el equipo del norte. Nunca pudo establecerse en el campeonato siendo uno de los peores equipos, Gimnasia tras este triste torneo solo logra ganar dos partidos, 2-1 frente a Estudiantes (La Plata) y 4-3 a Chacarita Juniors, empatar 3 y perdiendo 14 partidos de esta manera fue el equipo con más partidos perdidos de aquel campeonato. Solo pudo lograr 9 puntos en total y terminando anteúltimo, convirtiendo 17 y recibiendo 43 goles dejando claro la realidad del equipo. Gimnasia, luego de este campeonato se complico con el descenso por lo tanto en el próximo campeonato debería una campaña rozando los primeros puestos.
Lamentablemente en el Torneo Clausura 2000 no pudo levantar cabeza y terminó haciendo un campeonato similar al Apertura, ganando nuevamente dos partidos, 0-1 frente Boca Juniors y 3-0 ante Newell's Old Boys, empatando 4 y perdiendo 13. Terminando otra vez en la anteúltima posición, en donde sacó 10 puntos, convirtiendo 15 y recibiendo 34 goles y en la tabla general igualmente salió anteúltimo con 18 puntos. Luego de esta pésima temporada Gimnasia descendería a la segunda división después de haber participado por 6 años en la máxima categoría del fútbol argentino.

#### Temporadas con un bajo vuelo
En agosto del 2000, Gimnasia vuelve a participar en la segunda categoría del fútbol argentino en la zona del interior en donde hace una buena campaña obteniendo 50 puntos tras ganar 14, empatando 8 y perdiendo 10 partidos, convirtiendo 39 goles y recibiendo 32 siendo la segunda defensa menos goleada de la zona. Por desgracia al finalizar el torneo queda igualado en puntos con Almirante Brown (Arrecifes), en donde el club de Buenos Aires accede al reducido por el segundo ascenso solamente por tener un gol de diferencia más que el "Lobo".
En la temporada 2001/02, Gimnasia vuelve hacer una buena campaña terminando en la quinta posición en el Torneo Apertura cosechando 39 puntos demostrando una buena solidez defensiva al convertirle solo 23 con una diferencia de 12 goles. Este buen arranque dejaba buenas expectativas para el Torneo Clausura para pelear por el segundo ascenso tocándole la zona C. Lamentablemente no le fue tan bien como se esperaba quedando en la sexta posición de ocho posiciones y desgraciadamente el "Lobo" no pudo entrar a jugar el reducido por el otro ascenso al quedarse afuera por un punto en la tabla general.
Gimnasia volvía a renovar las chances para volver a ascender a la Primera División en la temporada 2002/03 por las buenas sensaciones que había dejado el equipo tras las últimas temporadas. Esta temporada para el "Lobo" fue muy discreta quedando a mitad de tabla en el Apertura y en el Clausura terminando decimoquinto. La sumatoria de puntos de estos dos torneos lo dejó en la decimotercera posición en la tabla general quedando muy lejos para disputar un ascenso.
Después de la última temporada se esperaba que el club tome más protagonismo para la temporada 2003/04. Gimnasia arrancó muy bien en el Torneo Apertura terminado en la sexta posición ganando 7, empatando 6 y perdiendo 6, convirtiendo 24 goles y recibiendo los mismos tantos. Nuevamente la hinchada esperaba con ansias el Clausura por esta buena campaña pero esa ansiedad se esfumo porque el equipo terminó en la decimocuarta posición muy por debajo de los resultados que había cosechado en el otro torneo y quedando afuera de cualquier chance para un ascenso.

#### Segundo ascenso a Primera
Como siempre la hinchada seguía esperando que Gimnasia dispute por un ascenso a Primera y en la temporada 2004/05, con la dirección técnica de Francisco “Pancho” Ferraro Gimnasia terminó cuarto ganando 9, empatando 5 y perdiendo 5 partidos convirtiendo 28 y recibiendo 24. Como siempre el hincha quedó muy ilusionado con poder luchar por un ascenso a la máxima categoría pero antes de que arrancara el Clausura el técnico se fue del club dejando una cuota de dudas de si el conjunto jujeño iba a pelear por los puestos más altos. Mario Gómez asumió como técnico para afrontar el Clausura y tras un peleado torneo contra la C.A.I, Gimnasia se aseguro con la primera posición tras ganar 10, empatar 5 y perder solo 4 partidos con una buena cuota de goles convirtiendo 30 y recibiendo 17. Esto le permitió poder disputar el partido del primer ascenso contra Tiro Federal (Rosario) que había terminado en la primera posición en el Torneo Apertura.
El "Lobo" disputó el partido de ida en Santa Fe en el Estadio Marcelo Bielsa en donde el "Albiceleste" pierde por 1-0. En el partido de vuelta en el 23 de Agosto Gimnasia ponía el encuentro en tablas al estar ganando 1-0 pero el equipo santafesino logra sobreponerse empatando el partido y con el transcurso de los minutos Gimnasia no pudo dar vuelta la situación por lo tanto Tiro Federal (Rosario) se quedó con el primer ascenso. Esto no significó el fin para el "Lobo" porque iba a tener otra oportunidad para ascender al tener que disputar el partido por el segundo ascenso contra Huracán.
El primer partido se disputó en Buenos Aires en donde el "Lobo" tras un partido muy intenso obtuvo la victoria por 0-1 con un cabezazo de Franco Sosa. Este resultado le daba una tranquilidad parcial al equipo jujeño que tenía que dejar la vida en Jujuy para obtener el ascenso pero el equipo sabía que no debía confiarse ante esta situación por lo que en la vuelta Gimnasia manifiesta una notable solidez defensiva en un partido que no hubo muchas emociones terminando 0-0 pero nada de esto importaba porque después de 5 años el "Lobo" volvía a Primera División y el pueblo jujeño festejo este ascenso con una alegría indescriptible.

### La nueva campaña de Gimnasia en Primera División

#### Las nuevas ilusiones y sus buenas temporadas
Gimnasia empieza el Apertura 2005 el 7 de agosto contra Boca Juniors donde perdería 4-1 en el Nuevo Gasómetro y para tener un arranque más complicado en la segunda fecha se mediría contra River Plate en el 23 de Agosto igualando 0-0. El "Lobo" tuvo que esperar hasta la cuarta fecha para conseguir su primera victoria en el torneo ganando 2-0 a Newell's Old Boys como local. La vuelta a Primera fue complicada para el "Lobo" donde obtuvo muchas derrotas y empates que en muchas ocasiones daban sabores amargos porque el "Albiceleste" merecía más y luego de la cuarta fecha solo le pudo ganar a Argentinos Juniors 1-2 en condición de visitante y a Olimpo por el mismo resultado pero de local. Claramente no fue un buen arranque terminando en decimoctava posición con 18 puntos. Estos resultados lo dejaban en una situación alarmante con el descenso y se debía enfocar para el siguiente torneo.
Clausura 2006 sin dudas el equipo debía hacer una buena campaña para salvarse del descenso. El primer partido del torneo lo juega contra Boca Juniors pero esta vez ganándole 2-1 pero luego perdería contra River Plate 2-0 en el Monumental. Las primeras fechas para el conjunto jujeño serían irregulares pero después lograr acomodarse sacando buenos resultados saliendo triunfante ante Instituto (Córdoba) y Colón (Santa Fe) ambos por 2-0, si bien pierde contra San Lorenzo en Jujuy por 0-1 el equipo se recuperaría ganándole 2-5 a Arsenal y 3-1 frente Argentinos Juniors y tras dos fechas en donde consiguió empates en 0, el "Lobo" derrotaría a Estudiantes (La Plata) 0-4 en Quilmes. Para ese entonces Gimnasia de estar peleando por no descender pasa a pelear por los primeros puestos del torneo y hasta en un cierto momento para ganarlo pero esa ilusión se termina cuando Racing Club le gana a Gimnasia por 0-1. Sin embargo, el equipo no pierde de vista su principal objetivo que era salvarse, cosa que ya había logrado pero ahora el objetivo era sacar un buen colchón de puntos y termina haciendo un excelente cierre de torneo. El conjunto del norte finaliza cuarto con 33 puntos. De esta manera Gimnasia había logrado su principal objetivo que era evitar el descenso y ahora el nuevo objetivo era mantenerse.
Tras la anterior temporada, el público jujeño estaba a la expectativa que Gimnasia podía hacer otra sorpresa para el Apertura 2006. El conjunto jujeño arranca de manera irregular en las dos primeras fechas pierde contra San Lorenzo y ante Estudiantes (La Plata) por 1-0 ambos partidos en Buenos Aires. Pero el equipo no decae y en las próximas fechas lograría un empate 0-0 frente Godoy Cruz y dos victorias, una por 3-0 a Nueva Chicago y un 3-1 frente a Gimnasia (La Plata). A partir de la sexta fecha el "Albiceleste" tiene una grave serie de derrotas teniendo que esperar hasta la decimotercera fecha para reencontrarse con la victoria ante Lanús por 2-0. Gracias a esta victoria el equipo se vuelve a recuperar y lograr ganar el resto de los partidos del torneo únicamente perdiendo contra Boca Juniors 1-2. Gimnasia finaliza el torneo de una manera irregular pero lo positivo es que pudo reaccionar a tiempo y conseguir una serie de victorias que lo posicionaron en la decimoprimera posición con 26 puntos. El "Lobo" sin dudas tuvo un buen cierre de año y si lograba hacer nuevamente un torneo similar a un poco mejor para el próximo año, había una oportunidad de poder clasificar para la Copa Sudamericana.

#### Irregularidades y la pelea para no descender
Gimnasia arranca el Clausura 2007 con el pie izquierdo. En las primeras cinco fechas solo pudo obtener una victoria ante Godoy Cruz por 2-1 saliendo derrotado en la mayoría de los encuentros. Las próximas fechas serían turbulentas para el equipo de norte, volviendo a ver la victoria contra River Plate por 0-1 pero a la fecha siguiente perdería por el mismo resultado frente Newell's Old Boys en el 23 de Agosto y a partir de la octava fecha solo lograra ganar dos partidos más uno por 0-1 a Racing Club y otro por 2-1 a Quilmes, pero luego perdería muchos partidos y empatando algunos pocos. El torneo terminó siendo muy malo a diferencia de los últimos dos anteriores alejándolo de todas expectativas para disputar un torneo internacional y quedaba nuevamente mirando de reojo el descenso por lo debería hacer una campaña aceptable para alejarse. Gimnasia terminó el torneo en la anteúltima posición logrando 17 puntos, siendo la delantera menos goleadora con solo 11 goles.
Obviamente que el equipo no podía permitirse hacer una mal torneo como el anterior y el arranque del Apertura 2007 fue irregular perdiendo el primer partido 1-0 contra Estudiantes (La Plata), luego ganándole a Racing Club por 2-1 y empatando ante River Plate 2-2. Luego de haber salido victorioso, en la quinta fecha, frente Arsenal parecía que el equipo podía hacer un buen torneo pero tras perder contra Lanús, en los próximos partido el equipo tuvo una serie de empates y derrotas y recién en la decimoprimera fecha Gimnasia le ganó 4-0 a su homónimo de La Plata donde volvió a tener un breve envión pero con el transcurso de los partidos nuevamente no hizo pie y terminó en las últimas posiciones de la tabla. Gimnasia termina en la decimoséptima posición. Estos resultados lo dejaron al club en estado crítico con los promedios y ahora la especulaciones terminaron, Gimnasia debía salvarse como pudiera.
Si el torneo anterior fue malo el Clausura 2008 fue de terror. Las primeras fechas se dividieron entre empates y derrotas y tuvo que esperar hasta la sexta fecha para ganarle a Lanús en el 23 de Agosto y las cosas fueron empeorando, el equipo no lograba sacar tres puntos y cada vez más el "Lobo" estaba siendo condenado a descender. Solo volvió a ver la victoria contra San Martín (San Juan) por 3-1 y con este triunfo Gimnasia condenó al descenso a un rival como el equipo sanjuanino que también peleaba por no descender. A esta altura ya no tenía chances de salir de salir de los puestos de abajo y a lo único que se aferraba era a jugar la promoción. Llegada la última fecha Gimnasia se enfrentaba a San Lorenzo y tenía que esperar que su otro perseguidor Olimpo no ganase su encuentro. Gimnasia logró empatar su encuentro sobre la hora terminando 2-2 y el equipo de Bahía Blanca perdió el suyo descendiendo de forma directa y por lo tanto jugaría la promoción contra Unión (Santa Fe).
El primer partido de la promoción se disputó en Santa Fe, en donde se pondría en ventaja por el gol de Héctor Desvaux (ex Unión) pero Unión (Santa Fe) lograría empatar en el encuentro. Este resultado dejó un sabor amargo pero como Gimnasia era el equipo que jugaba en Primera tenía la ventaja deportiva y ante cualquier empate en el resultado global el "Lobo" se quedaría en la Máxima Categoría. Cuatro días después se jugó la vuelta en un 23 de Agosto lleno de gente. Iba el segundo tiempo en un partido sin muchas emociones futbolísticas pero Juan Arraya logró marcar tras un desborde poniendo el 1-0 parcial y con este resultado finalizó el partido quedándose el conjunto "albiceleste" en Primera.

#### El segundo descenso a Segunda División
Luego de salvarse del descenso, en la temporada 2008/09 no podía descuidarse. Tenía que hacer la tan ansiada buena campaña para olvidarse del descenso de una vez por todas. Gimnasia arranca perdiendo sus dos primeros encuentros, primero contra Boca Juniors por 4-0 y 1-4 ante Colón (Santa Fe) y luego en la fecha siguiente le ganaría a Newell's Old Boys 1-0. Fue un torneo irregular para el "Lobo". Esto se puede ver ya que ganaba un partido y en la próxima fecha perdía otro, esto fue así hasta finalizar el torneo y quedó claro que al equipo le faltaba solidez en defensa y no pudo cumplir del todo su objetivo teniendo que esperar al Clausura 2009. Gimnasia finalizó el Apertura 2008 decimoquinta con 21.
El comienzo del Clausura fue malo y recién en la sexta fecha se le ganó a Independiente por 4-1 y después a Argentinos Juniors por 0-1. En las siguientes tres fechas solo se obtendrían empates que dejaron sabor a poco como contra Godoy Cruz terminando en un 2-2 luego de que Gimnasia haya estado al frente en el resultado. El "Lobo" se vuelve a encontrar con la derrota ante River Plate por 1-0 y tras esto se vendría una mala racha de resultados. El antes y después para el "Lobo" fue contra San Lorenzo en donde pierde por 0-3 y este desenlace no le dejó margen de error al equipo "Albiceleste" o ganaba todos los partidos que le quedaban y esperaba algunos resultados de otros equipos o sino descendía. El próximo encuentro fue contra Arsenal donde el equipo jujeño salió triunfante en Buenos Aires, esto abría una ilusión de poder salvarse pero el manto de realidad llegó cuando el "Lobo" se tuvo que enfrentar a Vélez Sarsfield que peleaba el campeonato. Después de 90 minutos tras un buen partido de Gimnasia, el equipo porteño obtuvo la victoria 0-1 y lo terminaron de condenar al descenso tres fechas antes de que finalizara el torneo. En los partidos siguientes Gimnasia le ganó a San Martín (Tucumán) por 0-1. Luego el equipo jujeño se despide de su gente frente a Racing Club perdiendo por 0-2 y su último partido se enfrentaría Gimnasia (La Plata) en el Bosque saliendo derrotado por el mismo resultado, al finalizar el torneo se terminó ubicando en la anteúltima posición con 17. Luego de cuatro años en Primera volvería jugar en la Segunda División.

### Más de una década en Segunda División

#### Las primeras campañas en el ascenso
Tras el descenso a la segunda categoría Héctor Arzubialde seguiría como técnico durante el B Nacional 2009/10. Gimnasia naturalmente sería un candidato a volver a la máxima categoría del fútbol argentino pero su campaña durante el torneo fue irregular y nunca logró la estabilidad que le permita pelear por el ascenso. Al final el conjunto "Albiceleste" terminaría en la octava posición con 58 puntos tras ganar 14, empatar 12 y perdiendo 14 partidos. Convirtiendo 34 goles, como curiosidad hizo la misma cantidad de goles que el último equipo de la tabla Sportivo Italiano, y recibiendo 37 siendo una de las defensas más sólidas del torneo. Tras consumarse el campeonato Héctor Arzubialde dejaría de ser el técnico y asumiría a la dirección el querido Francisco Ferraro.
Para el B Nacional 2010/11 con la incorporación a la dirección técnica del "Pancho" Ferraro, el hinchada del "Lobo" estaba muy ilusionada ya que cuando Pancho estuvo al mando el equipo siempre obtenía resultados. Por lo tanto las esperanzas para ascender eran altas. Gimnasia hizo una primera rueda aceptable y en la segunda parte el equipo estuvo peleando los puestos de arriba más que nada para jugar la promoción pero en las últimas fechas del torneo, el equipo no logró conseguir buenos resultados y se le escaparía la chance para jugar la promoción siendo Belgrano (Córdoba) quien se quedara con el último puesto a la promoción. Quedando en la quinta posición. Finalizado el torneo quedó una buena sensación por parte del hincha y se esperaba con ansias el siguiente torneo porque había fe de que se podía volver a Primera y aunque el Club ya no contaría con Pancho porque se retiró de la dirección técnica al terminar el campeonato.

#### Complicaciones para el "Lobo" con el descenso y la gran salvación
La dirigencia decide contratar a Salvador Ragusa, otro técnico con buen pasado en el club. Antes de arrancar la B Nacional 2011/12 el equipo se refuerza con jugadores de categorías inferiores generando ruido en el hincha que quería pelear por los primeros puestos, esto fue causa de una crisis financiera producto de las deudas que debía pagar por la remodelación del 23 de Agosto que fue sede de la Copa América 2011. El equipo arrancó de una excelente manera en las primeras fechas pero después de esta buen arranque el conjunto "Albiceleste" se fue apagando. El "Lobo" parecía no recuperarse y tuvo la desgracia de perder trece partidos consecutivos, si la situación seguía de esta manera se peligraba la estadía en la segunda categoría. Ragusa renuncia de su cargo y el elegido fue el novato Luis Calderón y si bien se cortó con la racha de las derrotas consecutivas el equipo seguía sin ganar y tras un corto periodo de tiempo Calderón renunció como técnico y asumió el recordado Mario Gómez logrando estabilizar al equipo consiguiendo algunas victorias. Sin dudas fue un torneo de terror terminando en la decimoctava posición y quedando comprometido con el descenso sacando 34 puntos.
Para el B Nacional 2012/13 el equipo debía hacer una muy buen torneo para olvidarse del descenso con Mario Gómez a la cabeza. Gimnasia, contra todo pronóstico, hace una excelente primera rueda terminando en la tercera posición con 34 puntos y con una solidez defensiva notable, los mismos puntos que hizo la campaña anterior pero en una rueda y al hincha se le despertaba la ilusión de ascender. En la segunda parte del torneo el equipo se fue cayendo de a poco quedando en la décima posición pero logrando el objetivo principal salvándose del descenso a su vez Gimnasia no debía despreocuparse porque para la temporada siguiente con la quita de la campaña 2010/11 de los promedios el equipo quedaba comprometido. El equipo jujeño cosechó 50 puntos, siendo la delantera menos goleadora con 25 goles y recibiendo la misma cantidad de goles que el campeón de esa temporada Rosario Central.
Sin dudas la B Nacional 2013/14 no iba a ser fácil y en la primera rueda no lo fue. El equipo estaba muy comprometido con los promedios y durante la primera parte del torneo parecía que Gimnasia estaba condenado al descenso. Tras estos malos resultados Mario Gómez se va del club y asume la dirección técnica Mario Sciacqua, a partir de este momento el equipo empieza a levantar cabeza jugando de forma que emocionaba a los hinchas porque demostraba que el club no estaba muerto, la segunda rueda fue muy buena y el 08-06-2014 Gimnasia definía su permanencia en la B Nacional en un partido clave contra Aldosivi de Mar del Plata. En ese torneo el Lobo jujeño había permanecido en zona de descenso directo al Argentino A durante 39 fechas. Gimnasia vence a Aldosivi por 3 a 1 con goles de Facundo Callejo, Matías Quiroga y Milton Céliz logrando mantener la categoría en la B Nacional, tras las derrotas de sus rivales directos Almirante Brown y Brown (Adrogué). Ese día quedará en la memoria del hincha jujeño porque el equipo nunca bajó los brazos y logró salvarse del tan temido descenso en la última fecha. A partir de ese día, todos los 8 de junio se recuerda a estos guerreros y se conmemora ese día como el "Día del hincha del Lobo jujeño". Gimnasia terminó séptimo. Al término de este campeonato la hinchada que expectante al próximo torneo porque se presentía que este equipo podía lograr el ascenso.

#### Las frustraciones por el ascenso
La AFA hizo una reestructuración del torneo B Nacional 2014 y en este iban haber diez ascenso a primera. Era una oportunidad clave para Gimnasia para volver a la máxima categoría. Gimnasia arranca muy bien y logra mantener ese ritmo pero hacia las últimas fechas el equipo debía conseguir una victoria para ascender y siempre se le escapaba de las manos. Llegando la última fecha Gimnasia debía sacar un punto pero tras perder 2-0 contra Aldosivi lo obligó a jugar un triangular por el ascenso por empates en puntos. Este triangular fue angustiante porque Gimnasia perdió los dos partidos nuevamente frente a Aldosivi y Nueva Chicago siendo un torneo muy doloroso para el hincha jujeño quien esperaba volver a Primer tras 5 años y sobre todo de la forma que se perdió.
El "Lobo" debía olvidarse del torneo anterior y concentrarse para el B Nacional 2015 que esta vez otorgaba dos ascensos. Para este torneo asume a la dirección técnica Sebastián "Gallego" Méndez quien hace una primera mitad de torneo aceptable siendo más que nada un equipo efectivo porque a la hora de demostrar a que jugaba no se sabía. El "Gallego" deja al equipo en la cuarta posición a la mitad de torneo pero tras un problema con la Barra, este decide renunciar asumiendo Carlos Rosas como técnico interino y posteriormente se contrataría a Gabriel Schürrer pero tras la ida de Méndez el equipo entra en un espiral descendente y toda la expectativa que había mitad de torneo se esfuma. Gimnasia termina en la décima posición con 55 puntos. Al final del torneo Gabriel Schürrer se va por motivos personales y a nivel dirigencia hubo un cambio asumiendo a la presidencia del "Lobo" Pedro Segura quien apostó nuevamente por Mario Sciacqua para la próxima temporada.
El equipo se reforzó muy bien para el B Nacional 2016 y se presentía que se iba a pelear por el único ascenso que esta vez daba el torneo. Las primeras fechas fueron muy positivas efectivamente peleando por el ascenso, llegando a la fecha once Gimnasia debía medirse contra Talleres (Córdoba) quien era el puntero y el favorito del campeonato. Se arrancaría ganando 1-0 pero tras pasar los minutos y un arbitraje polémico, Talleres (Córdoba) daría vuelta el marcador y ganaría 1-2. A partir de este momento Gimnasia seguiría en una buena racha pero el equipo cordobés ganaba y ganaba siendo muy difícil de alcanzar. Al finalizar el torneo Gimnasia logra la tercera posición. La hinchada esperaba que el próximo torneo sea parecido por su buen rendimiento en la cancha.
A partir de este torneo hasta la actualidad habrían solamente dos ascensos a Primera. Para el B Nacional 2016/17 había expectativas puestas en el equipo pero al transcurrir la fechas Gimnasia se convirtió en un equipo del montón que no peleaba por nada más que la mitad de tabla para abajo. Esto provocó que Mario Sciacqua se fuera del club y la dirigencia contrate a Fernando Gamboa quien tampoco pudo enderezar el rumbo del equipo del norte renunciando fechas antes de que finalice el campeonato. Gimnasia terminó haciendo un mal torneo, donde quedó ubicado en la decimoséptima posición.
La dirigencia aposto por Martín Astudillo como técnico para la próxima temporada 2017/18. Las primeras fechas del campeonato fueron normales para Gimnasia que era un equipo con una buena solidez defensiva pero para la segunda mitad del torneo el equipo pudo hacer más goles y defenderlos de manera efectiva. Con este buen juego defensivo y en ciertos momentos intenso en ataque pudo pelear por los primeros puestos del campeonato y en la fecha diecinueve tras ganar a Brown (Adrogué) 0-2 en Buenos Aires el equipo del norte se encontraba en la segunda posición generando grandes expectativas pero al transcurrir las fechas el equipo se fue cayendo y en la última fecha quedó en la décima posición al empatar 1-1 frente Deportivo Morón terminó condenado a estar afuera del reducido, quien entraba hasta al noveno, produciendo una gran decepción al público jujeño que vio este torneo como un calco del ascenso perdido del 2014. El equipo fue el equipo menos goleador del torneo con 18 goles y a la vez el menos goleado con 11 goles en contra.

#### Nuevas malas campañas y los viejos fantasmas del descenso
La temporada 2018/19 fue mala para Gimnasia que siempre estuvo peleando por los puestos de abajo y a la vez estaba comprometido por el promedio. Por los malos resultados iniciales Martín Astudillo fue despedido y asumió Carlos Morales Santos como técnico interino pero tras una sería de buenos partidos lo ratificaron como técnico del equipo. El ex delantero paraguayo tampoco le encontró la vuelta a la situación y fechas tras fechas Gimnasia miraba de cerca el descenso pero sus rivales, Olimpo y Santamarina eran igual de malos que el "Lobo" y nunca se podía sacar ventaja tras el traspié del otro. Carlos Morales Santos al empatar de manera insólita contra Los Andes 1-1 en el 23 de Agosto y la dirigencia se decide por Marcelo Herrera como nuevo técnico del equipo. Al finalizar el torneo, Gimnasia se salvó del descenso no por propios méritos sino porque sus rivales eran peores y el equipo que terminó descendiendo fue Olimpo.
Para esta temporada, la 2019/20, se quitaron los promedios que era un alivio para Gimnasia que en las últimas temporadas estuvo comprometido con el descenso pero eso no significaba que debía relajarse. Gimnasia arrancó las primeras fechas de buena manera pero con el paso de los partidos se podía ver la caída anímica del plantel sumando los problemas dirigenciales al renunciar el presidente Pedro Segura, el vicepresidente Fernando Yecora y un par más de la comisión directiva. En el mes de noviembre el equipo venía de mala manera y a la vez se celebraron elecciones en el club y terminó ganando la lista de Fabián López convirtiéndose en el nuevo presidente del Club quienes ratificaron a Marcelo Herrera. Al arrancar a la segunda mitad del torneo el equipo no daba respuestas y terminó cayendo en zona de descenso por lo cual la situación de Popeye Herrera fue insostenible y terminó renunciando. La dirigencia decidió contratar a Arnaldo Sialle para salir de esta situación pero el torneo se declaró nulo por la pandemia del Covid-19 y de esta manera "milagrosa" Gimnasia se salvó de un descenso que parecía inminente.
La AFA para resolver el problemas de los dos ascensos decidió crear el Torneo Transición 2020, en donde a Gimnasia le fue asignada la Zona B Revalida por su mal rendimiento en el anterior torneo pero dándole una oportunidad para pelear por el segundo ascenso a través del reducido. En las zonas de Reválidas clasificaban los dos primeros. En este torneo, el "Lobo" mostró momentos de buen fútbol pero a veces fueron visibles problemas en el eje de la mitad de la cancha, a la hora de definir y en el arco. El equipo del norte empezó perdiendo sus dos primeros partidos contra Almagro 1-0 y frente Quilmes por 3-2 ambos de visitante. Gimnasia se recuperaría al ganarle a All Boys 2-0 y ante Chacarita Juniors por 0-1. La clasificación a la siguiente fase era más que posible pero el empate 1-1 frente a Instituto lo dejó comprometido a ganarle a Brown (Adrogué) que posteriormente terminaría perdiendo por 2-1 dejándolo sin chances para ascender. El último partido lo jugó de local frente a Santamarina en donde el "Lobo" empezaba ganando tranquilamente por 2-0 pero en los últimos minutos por errores defensivos el equipo tandilense se lo empataría y de esta manera cerraría el campeonato para Gimnasia. Más allá de haber quedado afuera el equipo demostró que tuvo un funcionamiento dentro de la cancha pero que debe ser pulido para el próximo campeonato.

#### Primeros campeonatos en la nueva década
En el Campeonato de Primera Nacional 2021 él "Lobo" tuvo un mal comienzo en las primeras fechas luego empieza a tener una remontada empezando a disputar por los primeros lugares en la búsqueda del reducido, pero nunca logra asentarse de manera contundente en los primeros puestos siendo irregular por momentos. Pasando la mitad del torneo el equipo tiene una caída futbolística comenzando a peligrar sus aspiraciones para el ascenso aunque más tarde vuelve a tener una levantada con la mente puesta en una plaza para el mismo, las ilusiones duraron hasta la anteúltima cuando los rivales ganaron sus partidos correspondientes dejando al conjunto "Albiceleste" matemáticamente sin oportunidades. Gimnasia terminó sexto quedándose a un punto del reducido y al final del torneo el técnico, Arnaldo Sialle, decide renunciar a su cargo por motivos familiares. Un aspecto para destacar es que el "Lobo" pudo hacer una buena campaña volviendo a clasificar a la Copa Argentina después de tres años de torneos sufridos producto de su mal desempeño ubicándose en los últimos puestos.
En el próximo campeonato, el equipo no arranca de la mejor manera. Esto produce que el técnico Cristian Molins renuncie de su cargo y asuma momentáneamente el director Deportivo Daniel Ramasco. El club tiene una crisis institucional producto del mal momento del equipo y a fines de abril la comisión deportiva decide renunciar, y más adelante saldrían casos de malversación de fondos por parte de la antigua dirigencia. Tras esta crisis, hay elecciones en donde Juan Brajich se convierte en el nuevo presidente del club. La actual dirigencia contrató los servicios de Darío Franco para convertirse en el nuevo director técnico, su llegada hizo que Gimnasia tenga momentos de muy buen fútbol permitiendo soñar por entrar al reducido, pero en el transcurso de las fechas el equipo fue decayendo y terminado en el puesto 23. Dentro de este contexto el "Lobo" logró hacer una campaña histórica en la Copa Argentina, llegando hasta octavos de final, siendo eliminados por Banfield.
A diferencia del campeonato del año pasado, en la Primera Nacional 2023 hubo un mejor inicio. En la primera rueda el equipo estaba disputado por los puestos para jugar el reducido, pero lamentablemente aparece un bajón futbolístico a mitad de torneo, si bien tuvo una levantada a fin del torneo no fue suficiente para clasificar. Cabe mencionar que durante el campeonato pasaron tres directores técnicos con estilos de juegos diferentes, empezando por Darío Franco, siguiendo con Mario Gómez y finalizando con Marcelo Vázquez. Es un detalle que habla de porque Gimnasia tuvo una temporada con muchas sombras.
A nivel institucional, a mediados de marzo asumió Walter Morales como nuevo presidente Gimnasia

## Hinchada
Los hinchas del Lobo son conocidos en Argentina como "Los de Siempre", "Los Marginados" y "Los Cachivaches". Los hinchas provienen de varios barrios de San Salvador de Jujuy pero donde tiene más hinchas es en las localidades de Palpalá, Monterrico, San Pedro, Ledesma, El Carmen y La Quiaca siendo el club con más hinchas de esas seis ciudades. Pero es fácil encontrar hinchas del lobo jujeño en distintos puntos del país, como en La Rioja, Córdoba, entre otras e incluso en el exterior.

## Algunos hitos históricos
- 18-03-1931 Nace el Club Gimnasia y Esgrima de Jujuy.

- 06-09-1970 Debut de Gimnasia en Torneos Nacionales de A.F.A. ante Boca Juniors en la Bombonera, donde perdió 3-1. El gol del Lobo lo hizo Luis Alberto «el Mono» Siacia.

- 18-03-1973 Se inaugura el estadio 23 de agosto con un partido amistoso con Vélez de Catamarca, venciendo el Lobo 2-0.

- 10-06-1986 Gimnasia y Esgrima asciende al Nacional "B" 86-87 al vencer por penales a Talleres de Perico 3-1, luego de empatar 1-1 en los 90' reglamentarios. Fue DT. Vladem Quevedo Lázaro Ruiz, más conocido como "Delém". El partido se jugó en el Estadio de Altos Hornos Zapla de la ciudad de Palpalá.

- 27-06-1993 El Lobo fue campeón del torneo interior zonal noroeste. Asciende al Nacional "B" venciendo a Chacarita en la final (1-0 pierde partido de ida y 3-1 gana en el 23 de agosto en tiempo suplementario). Fue D.T. Salvador Ragusa.

- 25-06-1994 Gimnasia campeón de la "B" nacional 93-94 (ganado de punta a punta). Asciende a la primera división del fútbol argentino, en la que permanecería hasta el 2000. Fue D.T. Francisco «Pancho» Ferraro.

- 18-10-2003 Gimnasia y Esgrima reinauguró la recuperada sede de calle Lamadrid.

- 18-06-2005 Gimnasia campeón del Clausura 2005 de la "B" Nacional pese a perder en Florencio Varela ante Defensa y Justicia por 1-0. Fue DT. Mario Gómez.

- 02-07-2005 Gimnasia y Esgrima festeja su regreso al Fútbol de Primera de A.F.A., en la que permanecerá hasta 2009, empatando el 23 de agosto 0-0 ante 25.000 personas. Le gana la final por el 2.º ascenso a Huracán de Parque Patricios (había ganado 1-0 en Buenos Aires con gol de Franco Sosa). Fue DT. Roberto Carlos Mario Gómez.

- 08-06-2014 Gimnasia definía su permanencia en la B Nacional en un partido clave contra Aldosivi de Mar del Plata. En ese torneo el Lobo jujeño había permanecido en zona de descenso directo al Argentino A durante 39 fechas. Gimnasia vence a Aldosivi por 3 a 1 con goles de Facundo Callejo, Matías Quiroga y Milton Céliz y logra mantener la categoría en la B Nacional, tras las derrotas de sus rivales directos Alte. Brown y Brown de Adrogué. Ese día quedará en la memoria del hincha jujeño porque el equipo nunca bajó los brazos y logró salvarse del tan temido descenso en la última fecha. A partir de ese día, todos los 8 de junio se recuerda a estos guerreros y se conmemora ese día como el "Día del hincha del Lobo jujeño".

## Datos del club

### Récords de jugadores
Su máximo goleador histórico en primera división es Mario Humberto Lobo con 46 goles en las temporadas 1994 al 2000, en tanto «el Rifle» Hernán Castellano es el jugador con mayor número de partidos jugados en la primera división, con 145 partidos en las temporadas 1994 al 2000. Por su parte, el jugador con mayor cantidad de partidos con la casaca de este club es Daniel «El Gato» Ramasco, con 293 partidos, con los que supera el récord que ostentara Alejandro González, quien jugó 275 partidos de manera profesional en la década de los 90.
| Récord                                                             | Jugador                              | Cantidad |
| ------------------------------------------------------------------ | ------------------------------------ | -------- |
| Máximo goleador histórico                                          | Mario Humberto Lobo                  | 141      |
| Máximo goleador histórico en un torneo de AFA                      | Mario Humberto Lobo                  | 75       |
| Máximo goleador en una temporada o año                             | Mario Humberto Lobo                  | 29       |
| Mayor cantidad de presencias históricas                            | Daniel Ramasco                       | 293      |
| Mayor cantidad de presencias históricas en un torneo de AFA        | Daniel Ramasco y Mario Humberto Lobo | 29       |
| Máximo goleador en una temporada o año                             | Mario Humberto Lobo                  | 29       |
| Máximo goleador en la selección                                    | José Daniel Valencia                 | 5        |
| Mayor cantidad de presencias históricas                            | Daniel Ramasco                       | 293      |
| Mayor cantidad de presencias históricas en un torneo de AFA        | Hernán Castellano                    | 154      |
| Mayor cantidad de presencias en clásicos contra Altos Hornos Zapla | Mario Humberto Lobo                  | 32       |
| Mayor cantidad de presencias en la selección                       | Carlos Morales Santos                | 8        |

 El clásico conmemorativo del norte se realizó por primera vez en 1992 en el estadio fray honorato pistoia.Los equipos que participaron fueron Gimnasia y esgrima de jujuy y Juventud Antoniana de Salta lo ganó el equipo jujeño 2 a 1

### Récords de entrenadores
| Récord                                                          | Jugador           | Cantidad                         |
| --------------------------------------------------------------- | ----------------- | -------------------------------- |
| Más etapas en el club                                           | Francisco Ferraro | 10                               |
| Más tiempo en el club                                           | Francisco Ferraro | 1124 días                        |
| Más tiempo en el club en una etapa                              | Néstor Manfredi   | 871 días (31/5/1993 - 19/7/1996) |
| Más partidos dirigidos                                          | Francisco Ferraro | 139                              |
| Más partidos dirigidos en una etapa                             | Mario Gómez       | 104                              |
| Más partidos ganados                                            | Mario Sciacqua    | 47                               |
| Más partidos ganados en una etapa                               | Francisco Ferraro | 33                               |
| Mejor porcentaje de victorias en una etapa (por lo menos 10 PJ) | Mario Sciacqua    | 71,4 %                           |

### Datos del club en torneos deAFA
Participaciones en Primera División: 18.
- Temporadas en Primera División: 10
- Participación en Campeonato Nacional (1967-1985): 8
- Mejor puesto en la liga: 4.º; Nacional 1975, Clausura 1998, Clausura 2006.
- Peor puesto en la liga: 20.º; Clausura 1997.
  - Ubicación en la Tabla histórica de Primera División Profesional + Amateurismo: 34.[10]
  - Tabla histórica de Primera División del Profesionalismo: 29.[11]

Temporadas en Segunda División: 25.
- Temporadas en Primera Nacional: 25
- Mejor puesto en la liga: 1.º; B Nacional 1993/94, Torneo Clausura 2005.
- Peor puesto en la liga: 20.º; B Nacional 1987-88.
  - Clasificación histórica de la Primera B Nacional: 8.

Temporadas en Tercera División: 6.
- Temporadas en Torneo del Interior: 6.
  - Clasificación histórica del Argentino A-Federal A: Se desconoce.

Copas Nacionales
- Participaciones en copas nacionales de la era profesional: 8.
  - Ediciones disputadas de la Copa Argentina: 7.
  - Ediciones disputadas de la Copa de la República: 1.
  - Mejor ubicación: Octavos de final.
  - Peor ubicación: Preliminar.

### Estadísticas generales
| Torneo                          | PJ   | PG  | PE  | PP  | GF   | GC   | Pts. |
| ------------------------------- | ---- | --- | --- | --- | ---- | ---- | ---- |
| Primera División de Argentina   | 516  | 142 | 146 | 228 | 577  | 781  | 574  |
| Primera B Nacional              | 788  | 263 | 252 | 273 | 816  | 885  | 1007 |
| Copa Argentina                  | 9    | 1   | 4   | 4   | 12   | 16   | 7    |
| Copa de la República            | 3    | 2   | 0   | 1   | 8    | 8    | 4    |
| Torneo Regional                 | 68   | 33  | 22  | 13  | 109  | 87   | 88   |
| Torneo del Interior (1986-1995) | 113  | 55  | 32  | 24  | 190  | 124  | 142  |
| Liga Jujeña de Fútbol           | 125  | 77  | 23  | 25  | 309  | 124  | 254  |
| Total                           | 1622 | 573 | 479 | 568 | 2021 | 2025 | 2076 |

### Participaciones en campeonatos nacionales de AFA
| Temporadas en el Torneo Nacional | Temporadas en el Torneo Nacional | Temporadas en el Torneo Nacional | Temporadas en el Torneo Nacional | Temporadas en el Torneo Nacional | Temporadas en el Torneo Nacional | Temporadas en el Torneo Nacional | Temporadas en el Torneo Nacional | Temporadas en el Torneo Nacional | Temporadas en el Torneo Nacional | Temporadas en el Torneo Nacional | Temporadas en el Torneo Nacional |
| Temporada                        | Temporada                        | Categoría                        | Resultados                       | Resultados                       | Resultados                       | Resultados                       | Resultados                       | Resultados                       | Resultados                       | Resultados                       | Posición Final                   |
| Temporada                        | Temporada                        | Categoría                        | Pts                              | J                                | G                                | E                                | P                                | GF                               | GC                               | Dif                              | Posición Final                   |
| -------------------------------- | -------------------------------- | -------------------------------- | -------------------------------- | -------------------------------- | -------------------------------- | -------------------------------- | -------------------------------- | -------------------------------- | -------------------------------- | -------------------------------- | -------------------------------- |
| 1970                             | 1970                             | Torneo Nacional                  | 14                               | 20                               | 4                                | 6                                | 10                               | 27                               | 43                               | -16                              | 9.º Zona B                       |
| 1973                             | 1973                             | Torneo Nacional                  | 9                                | 15                               | 3                                | 3                                | 9                                | 18                               | 37                               | -19                              | 14.º Zona B                      |
| 1975                             | 1975                             | Torneo Nacional                  | 27                               | 23                               | 10                               | 7                                | 6                                | 27                               | 25                               | 2                                | 4.º                              |
| 1976                             | 1976                             | Torneo Nacional                  | 15                               | 16                               | 5                                | 5                                | 6                                | 17                               | 19                               | -2                               | 5° Zona A                        |
| 1977                             | 1977                             | Torneo Nacional                  | 8                                | 14                               | 3                                | 2                                | 9                                | 7                                | 26                               | -19                              | 8.º Zona C                       |
| 1980                             | 1980                             | Torneo Nacional                  | 14                               | 14                               | 4                                | 6                                | 4                                | 20                               | 24                               | -4                               | 7° Zona A                        |
| 1981                             | 1981                             | Torneo Nacional                  | 16                               | 16                               | 6                                | 4                                | 6                                | 19                               | 18                               | 1                                | Cuartos de final                 |
| 1982                             | 1982                             | Torneo Nacional                  | 13                               | 16                               | 4                                | 9                                | 7                                | 23                               | 26                               | -3                               | 7° Zona A                        |

| Temporadas en Primera División | Temporadas en Primera División | Temporadas en Primera División | Temporadas en Primera División | Temporadas en Primera División | Temporadas en Primera División | Temporadas en Primera División | Temporadas en Primera División | Temporadas en Primera División | Temporadas en Primera División | Temporadas en Primera División | Temporadas en Primera División |
| Temporada                      | Temporada                      | Categoría                      | Resultados                     | Resultados                     | Resultados                     | Resultados                     | Resultados                     | Resultados                     | Resultados                     | Resultados                     | Posición Final                 |
| Temporada                      | Temporada                      | Categoría                      | Pts                            | J                              | G                              | E                              | P                              | GF                             | GC                             | Dif                            | Posición Final                 |
| ------------------------------ | ------------------------------ | ------------------------------ | ------------------------------ | ------------------------------ | ------------------------------ | ------------------------------ | ------------------------------ | ------------------------------ | ------------------------------ | ------------------------------ | ------------------------------ |
| 1994/95                        | Apertura                       | Primera División               | 15                             | 19                             | 6                              | 3                              | 10                             | 13                             | 24                             | -11                            | 17.º de 20                     |
| 1994/95                        | Clausura                       | Primera División               | 17                             | 19                             | 4                              | 9                              | 6                              | 19                             | 23                             | -4                             | 12.º de 20                     |
| 1995/96                        | Apertura                       | Primera División               | 28                             | 19                             | 8                              | 4                              | 7                              | 28                             | 30                             | -2                             | 8.º de 20                      |
| 1995/96                        | Clausura                       | Primera División               | 21                             | 19                             | 6                              | 3                              | 10                             | 22                             | 37                             | -15                            | 16.º de 20                     |
| 1996/97                        | Apertura                       | Primera División               | 25                             | 19                             | 6                              | 7                              | 6                              | 18                             | 19                             | -1                             | 12.º de 20                     |
| 1996/97                        | Clausura                       | Primera División               | 14                             | 19                             | 2                              | 8                              | 9                              | 21                             | 35                             | -14                            | 20.º de 20                     |
| 1997/98                        | Apertura                       | Primera División               | 20                             | 19                             | 5                              | 5                              | 9                              | 25                             | 28                             | -3                             | 14.º de 20                     |
| 1997/98                        | Clausura                       | Primera División               | 32                             | 19                             | 9                              | 5                              | 5                              | 23                             | 20                             | 3                              | 4.º de 20                      |
| 1998/99                        | Apertura                       | Primera División               | 22                             | 19                             | 4                              | 10                             | 5                              | 31                             | 20                             | 1                              | 14.º de 20                     |
| 1998/99                        | Clausura                       | Primera División               | 25                             | 19                             | 7                              | 4                              | 8                              | 28                             | 37                             | -9                             | 10.º de 20                     |
| 1999/00                        | Apertura                       | Primera División               | 9                              | 19                             | 2                              | 3                              | 14                             | 17                             | 43                             | -26                            | 19.º de 20                     |
| 1999/00                        | Clausura                       | Primera División               | 10                             | 19                             | 2                              | 4                              | 13                             | 15                             | 34                             | -19                            | 19.º de 20                     |
| 2005/06                        | Apertura                       | Primera División               | 18                             | 19                             | 3                              | 9                              | 7                              | 23                             | 30                             | -7                             | 18.º de 20                     |
| 2005/06                        | Clausura                       | Primera División               | 33                             | 19                             | 10                             | 3                              | 6                              | 26                             | 16                             | 10                             | 4.º de 20                      |
| 2006/07                        | Apertura                       | Primera División               | 26                             | 19                             | 8                              | 2                              | 9                              | 19                             | 19                             | 0                              | 11.º de 20                     |
| 2006/07                        | Clausura                       | Primera División               | 17                             | 19                             | 4                              | 5                              | 10                             | 11                             | 22                             | -11                            | 19.º de 20                     |
| 2007/08                        | Apertura                       | Primera División               | 20                             | 19                             | 5                              | 5                              | 9                              | 22                             | 31                             | -9                             | 17.º de 20                     |
| 2007/08                        | Clausura                       | Primera División               | 15                             | 19                             | 2                              | 9                              | 8                              | 20                             | 28                             | -8                             | 19.º de 20                     |
| 2008/09                        | Apertura                       | Primera División               | 21                             | 19                             | 6                              | 3                              | 10                             | 19                             | 31                             | -12                            | 15.º de 20                     |
| 2008/09                        | Clausura                       | Primera División               | 17                             | 19                             | 4                              | 5                              | 10                             | 15                             | 24                             | -9                             | 19.º de 20                     |

| Temporadas en Torneos regulares en Segunda División | Temporadas en Torneos regulares en Segunda División | Temporadas en Torneos regulares en Segunda División | Temporadas en Torneos regulares en Segunda División | Temporadas en Torneos regulares en Segunda División | Temporadas en Torneos regulares en Segunda División | Temporadas en Torneos regulares en Segunda División | Temporadas en Torneos regulares en Segunda División | Temporadas en Torneos regulares en Segunda División | Temporadas en Torneos regulares en Segunda División | Temporadas en Torneos regulares en Segunda División | Temporadas en Torneos regulares en Segunda División |
| Temporada                                           | Temporada                                           | Categoría                                           | Resultados                                          | Resultados                                          | Resultados                                          | Resultados                                          | Resultados                                          | Resultados                                          | Resultados                                          | Resultados                                          | Posición Final                                      |
| Temporada                                           | Temporada                                           | Categoría                                           | Pts                                                 | J                                                   | G                                                   | E                                                   | P                                                   | GF                                                  | GC                                                  | Dif                                                 | Posición Final                                      |
| --------------------------------------------------- | --------------------------------------------------- | --------------------------------------------------- | --------------------------------------------------- | --------------------------------------------------- | --------------------------------------------------- | --------------------------------------------------- | --------------------------------------------------- | --------------------------------------------------- | --------------------------------------------------- | --------------------------------------------------- | --------------------------------------------------- |
| 1986/87                                             | 1986/87                                             | Torneo Nacional B                                   | 34                                                  | 42                                                  | 9                                                   | 16                                                  | 17                                                  | 52                                                  | 82                                                  | -30                                                 | 20.º de 22                                          |
| 1987/88                                             | 1987/88                                             | Torneo Nacional B                                   | 14                                                  | 42                                                  | 4                                                   | 6                                                   | 32                                                  | 23                                                  | 82                                                  | -59                                                 | 22.º de 22                                          |
| 1993/94                                             | 1993/94                                             | Torneo Nacional B                                   | 58                                                  | 42                                                  | 21                                                  | 16                                                  | 5                                                   | 66                                                  | 36                                                  | 30                                                  | 1.º de 22                                           |
| 2000/01                                             | 2000/01                                             | Nacional B                                          | 50                                                  | 32                                                  | 14                                                  | 8                                                   | 10                                                  | 39                                                  | 32                                                  | 7                                                   | 7.º Zona Interior                                   |
| 2001/02                                             | Apertura                                            | Nacional B                                          | 39                                                  | 24                                                  | 11                                                  | 6                                                   | 7                                                   | 35                                                  | 29                                                  | 6                                                   | 5.º de 25                                           |
| 2001/02                                             | Clausura                                            | Nacional B                                          | 19                                                  | 14                                                  | 5                                                   | 4                                                   | 5                                                   | 16                                                  | 17                                                  | -1                                                  | 6.º Grupo C                                         |
| 2002/03                                             | Apertura                                            | Nacional B                                          | 26                                                  | 19                                                  | 8                                                   | 2                                                   | 9                                                   | 23                                                  | 21                                                  | 2                                                   | 11.º de 20                                          |
| 2002/03                                             | Clausura                                            | Nacional B                                          | 22                                                  | 19                                                  | 5                                                   | 7                                                   | 7                                                   | 19                                                  | 26                                                  | -7                                                  | 15.º de 20                                          |
| 2003/04                                             | Apertura                                            | Nacional B                                          | 27                                                  | 19                                                  | 7                                                   | 6                                                   | 6                                                   | 24                                                  | 24                                                  | 0                                                   | 6.º de 20                                           |
| 2003/04                                             | Clausura                                            | Nacional B                                          | 22                                                  | 19                                                  | 6                                                   | 4                                                   | 9                                                   | 26                                                  | 32                                                  | -6                                                  | 14.° de 20                                          |
| 2004/05                                             | Apertura                                            | Nacional B                                          | 32                                                  | 19                                                  | 9                                                   | 5                                                   | 5                                                   | 28                                                  | 24                                                  | 4                                                   | 4.º de 20                                           |
| 2004/05                                             | Clausura                                            | Nacional B                                          | 35                                                  | 19                                                  | 10                                                  | 5                                                   | 4                                                   | 30                                                  | 17                                                  | 13                                                  | 1.º de 20                                           |
| 2009/10                                             | 2009/10                                             | Nacional B                                          | 54                                                  | 38                                                  | 14                                                  | 12                                                  | 12                                                  | 34                                                  | 38                                                  | -4                                                  | 8.º de 20                                           |
| 2010/11                                             | 2010/11                                             | Nacional B                                          | 54                                                  | 38                                                  | 13                                                  | 15                                                  | 10                                                  | 40                                                  | 41                                                  | -1                                                  | 5.º de 20                                           |
| 2011/12                                             | 2011/12                                             | Nacional B                                          | 34                                                  | 38                                                  | 8                                                   | 10                                                  | 20                                                  | 32                                                  | 50                                                  | -18                                                 | 18.º de 20                                          |
| 2012/13                                             | 2012/13                                             | Nacional B                                          | 50                                                  | 38                                                  | 12                                                  | 14                                                  | 12                                                  | 25                                                  | 29                                                  | -4                                                  | 10.º de 20                                          |
| 2013/14                                             | 2013/14                                             | Nacional B                                          | 61                                                  | 42                                                  | 16                                                  | 13                                                  | 13                                                  | 41                                                  | 35                                                  | 6                                                   | 6.º de 22                                           |
| 2014                                                | Transición                                          | Nacional B                                          | 30                                                  | 20                                                  | 7                                                   | 9                                                   | 3                                                   | 19                                                  | 16                                                  | 3                                                   | 6.º Zona A                                          |
| 2014                                                | Triangular                                          | Nacional B                                          | 0                                                   | 2                                                   | 0                                                   | 0                                                   | 2                                                   | 0                                                   | 2                                                   | -2                                                  | 3.º de 3                                            |
| 2015                                                | 2015                                                | Nacional B                                          | 55                                                  | 42                                                  | 14                                                  | 13                                                  | 15                                                  | 35                                                  | 42                                                  | -8                                                  | 10.º de 22                                          |
| 2016                                                | 2016                                                | Nacional B                                          | 38                                                  | 21                                                  | 11                                                  | 5                                                   | 5                                                   | 26                                                  | 16                                                  | 10                                                  | 3.º de 22                                           |
| 2016/17                                             | 2016/17                                             | Nacional B                                          | 52                                                  | 44                                                  | 12                                                  | 16                                                  | 16                                                  | 36                                                  | 45                                                  | -9                                                  | 18.º de 23                                          |
| 2017/18                                             | 2017/18                                             | Nacional B                                          | 34                                                  | 24                                                  | 7                                                   | 13                                                  | 4                                                   | 18                                                  | 11                                                  | 7                                                   | 10.º de 25                                          |
| 2018/19                                             | 2018/19                                             | Nacional B                                          | 25                                                  | 24                                                  | 5                                                   | 10                                                  | 9                                                   | 22                                                  | 27                                                  | -5                                                  | 19.º de 25                                          |
| 2019/20                                             | 2019/20                                             | Primera Nacional                                    | 19                                                  | 21                                                  | 4                                                   | 7                                                   | 10                                                  | 13                                                  | 22                                                  | -9                                                  | 16.º de 16 Zona B                                   |
| 2020                                                | 2020                                                | Primera Nacional                                    | 8                                                   | 7                                                   | 2                                                   | 2                                                   | 3                                                   | 9                                                   | 9                                                   | 0                                                   | 6.º de 8 Zona B (Revalida)                          |
| 2021                                                | 2021                                                | Primera Nacional                                    | 52                                                  | 34                                                  | 13                                                  | 13                                                  | 8                                                   | 34                                                  | 29                                                  | 5                                                   | 6. de 18 Zona B                                     |
| 2022                                                | 2022                                                | Primera Nacional                                    | 44                                                  | 36                                                  | 11                                                  | 11                                                  | 14                                                  | 38                                                  | 50                                                  | -12                                                 | 23. de 37                                           |
| 2023                                                | 2023                                                | Primera Nacional                                    | 44                                                  | 34                                                  | 13                                                  | 5                                                   | 16                                                  | 36                                                  | 40                                                  | -4                                                  | 10. de 18 Zona B                                    |

| Temporadas en Torneo Regional | Temporadas en Torneo Regional | Temporadas en Torneo Regional | Temporadas en Torneo Regional | Temporadas en Torneo Regional | Temporadas en Torneo Regional | Temporadas en Torneo Regional | Temporadas en Torneo Regional | Temporadas en Torneo Regional | Temporadas en Torneo Regional | Temporadas en Torneo Regional | Temporadas en Torneo Regional |
| Temporada                     | Temporada                     | Categoría                     | Resultados                    | Resultados                    | Resultados                    | Resultados                    | Resultados                    | Resultados                    | Resultados                    | Resultados                    | Posición Final                |
| Temporada                     | Temporada                     | Categoría                     | Pts                           | J                             | G                             | E                             | P                             | GF                            | GC                            | Dif                           | Posición Final                |
| ----------------------------- | ----------------------------- | ----------------------------- | ----------------------------- | ----------------------------- | ----------------------------- | ----------------------------- | ----------------------------- | ----------------------------- | ----------------------------- | ----------------------------- | ----------------------------- |
| 1967                          | 1967                          | Torneo Regional               | 2                             | 2                             | 1                             | 0                             | 1                             | 3                             | 4                             | -1                            | 9.º Zona A                    |
| 1968                          | 1968                          | Torneo Regional               | 4                             | 4                             | 1                             | 2                             | 1                             | 4                             | 6                             | -2                            | 7.º Zona D                    |
| 1970                          | 1970                          | Torneo Regional               | 8                             | 6                             | 2                             | 4                             | 0                             | 8                             | 5                             | 3                             | Octavos de final              |
| 1971                          | 1971                          | Torneo Regional               | 6                             | 4                             | 3                             | 0                             | 1                             | 12                            | 8                             | 4                             | 2.º Grupo 5                   |
| 1972                          | 1972                          | Torneo Regional               | 11                            | 10                            | 5                             | 1                             | 4                             | 16                            | 11                            | 5                             | Cuartos de final              |
| 1973                          | 1973                          | Torneo Regional               | 14                            | 10                            | 5                             | 4                             | 1                             | 19                            | 6                             | 13                            | 1.º Grupo Norte               |
| 1984                          | 1984                          | Torneo Regional               | 9                             | 8                             | 4                             | 1                             | 3                             | 11                            | 13                            | -2                            | 3.º Grupo A                   |
| 1985                          | 1985                          | Torneo Regional               | 13                            | 10                            | 5                             | 3                             | 2                             | 13                            | 6                             | 7                             | 3.º Group 4-B                 |
| 1985/86                       | 1985/86                       | Torneo Regional               | 16                            | 12                            | 6                             | 4                             | 2                             | 20                            | 9                             | 11                            | 3.º Zona Norte                |

| Temporadas en Torneo del Interior (1986-1995) | Temporadas en Torneo del Interior (1986-1995) | Temporadas en Torneo del Interior (1986-1995) | Temporadas en Torneo del Interior (1986-1995) | Temporadas en Torneo del Interior (1986-1995) | Temporadas en Torneo del Interior (1986-1995) | Temporadas en Torneo del Interior (1986-1995) | Temporadas en Torneo del Interior (1986-1995) | Temporadas en Torneo del Interior (1986-1995) | Temporadas en Torneo del Interior (1986-1995) | Temporadas en Torneo del Interior (1986-1995) | Temporadas en Torneo del Interior (1986-1995) |
| Temporada                                     | Temporada                                     | Categoría                                     | Resultados                                    | Resultados                                    | Resultados                                    | Resultados                                    | Resultados                                    | Resultados                                    | Resultados                                    | Resultados                                    | Posición Final                                |
| Temporada                                     | Temporada                                     | Categoría                                     | Pts                                           | J                                             | G                                             | E                                             | P                                             | GF                                            | GC                                            | Dif                                           | Posición Final                                |
| --------------------------------------------- | --------------------------------------------- | --------------------------------------------- | --------------------------------------------- | --------------------------------------------- | --------------------------------------------- | --------------------------------------------- | --------------------------------------------- | --------------------------------------------- | --------------------------------------------- | --------------------------------------------- | --------------------------------------------- |
| 1986                                          | 1986                                          | Torneo del Interior                           | 11                                            | 11                                            | 3                                             | 5                                             | 3                                             | 13                                            | 9                                             | 4                                             | Campeón                                       |
| 1988/89                                       | 1988/89                                       | Torneo del Interior                           | 9                                             | 12                                            | 1                                             | 7                                             | 4                                             | 15                                            | 25                                            | -10                                           | 12.º de 16                                    |
| 1989/90                                       | 1989/90                                       | Torneo del Interior                           | 27                                            | 20                                            | 12                                            | 5                                             | 3                                             | 35                                            | 13                                            | 22                                            | Cuartos de final                              |
| 1990/91                                       | 1990/91                                       | Torneo del Interior                           | 15                                            | 22                                            | 10                                            | 5                                             | 7                                             | 33                                            | 29                                            | 4                                             | 2.º Zonal Noroeste                            |
| 1991/92                                       | 1991/92                                       | Torneo del Interior                           | 27                                            | 24                                            | 14                                            | 4                                             | 6                                             | 42                                            | 27                                            | 15                                            | 2.º Zonal Noroeste                            |
| 1992/93                                       | 1992/93                                       | Torneo del Interior                           | 27                                            | 24                                            | 15                                            | 5                                             | 3                                             | 47                                            | 18                                            | 29                                            | 1.º Zonal Noroeste                            |

| Competición      | PJ   | PG  | PE  | PP  | GF   | GC   | DG   | Mejor resultado |
| ---------------- | ---- | --- | --- | --- | ---- | ---- | ---- | --------------- |
| Primera División | 516  | 142 | 146 | 228 | 577  | 781  | -204 | Cuarto Lugar    |
| Segunda División | 788  | 263 | 252 | 273 | 816  | 885  | -69  | Campeón         |
| Tercera División | 113  | 55  | 32  | 24  | 190  | 124  | 66   | Campeón         |
| Total            | 1263 | 423 | 371 | 467 | 1463 | 1666 | -225 | 4 títulos       |

Nota: En negrita las competiciones actuales.

### Estadísticas en las copas nacionales
| Copas nacionales | Copas nacionales     | Copas nacionales | Copas nacionales | Copas nacionales | Copas nacionales | Copas nacionales | Copas nacionales | Copas nacionales | Copas nacionales | Copas nacionales  |
| Temporada        | Categoría            | Resultados       | Resultados       | Resultados       | Resultados       | Resultados       | Resultados       | Resultados       | Resultados       | Posición Final    |
| Temporada        | Categoría            | Pts              | J                | G                | E                | P                | GF               | GC               | Dif              | Posición Final    |
| ---------------- | -------------------- | ---------------- | ---------------- | ---------------- | ---------------- | ---------------- | ---------------- | ---------------- | ---------------- | ----------------- |
| 1945             | Copa de la República | 4                | 3                | 2                | 0                | 1                | 8                | 8                | 0                | Grupo A 3.ª Ronda |
| 2011/12          | Copa Argentina       | 0                | 1                | 0                | 0                | 1                | 0                | 1                | -1               | 32.os de final    |
| 2012/13          | Copa Argentina       | 1                | 1                | 0                | 1                | 0                | 2                | 2                | 0                | Ronda Preliminar  |
| 2013/14          | Copa Argentina       | 1                | 1                | 0                | 1                | 0                | 0                | 0                | 0                | 32.os de final    |
| 2014/15          | Copa Argentina       | 0                | 1                | 0                | 0                | 1                | 0                | 1                | -1               | 32.os de final    |
| 2015/16          | Copa Argentina       | 1                | 1                | 0                | 1                | 0                | 1                | 1                | 0                | 32.os de final    |
| 2017/18          | Copa Argentina       | 0                | 1                | 0                | 0                | 1                | 0                | 1                | -1               | 32.os de final    |
| 2022             | Copa Argentina       | 4                | 2                | 1                | 1                | 0                | 1                | 0                | 1                | Octavos de final  |

| Competición          | PJ | PG | PE | PP | GF | GC | DG | Mejor resultado   |
| -------------------- | -- | -- | -- | -- | -- | -- | -- | ----------------- |
| Copa Argentina       | 8  | 1  | 4  | 3  | 4  | 6  | -2 | Octavos de final  |
| Copa de la República | 3  | 2  | 0  | 1  | 8  | 8  | 0  | Grupo A 3.ª Ronda |
| Total                | 11 | 3  | 4  | 4  | 11 | 14 | -2 | 0 títulos         |

Nota: En negrita las competiciones actuales.

#### Liga Jujeña de Fútbol
| \| Competencia \| Detalle \| \| Competencia \| Campeonato Local \| \| --------------------------- \| ---------------- \| \| Liga Jujeña 2005 \| 9.º \| \| Liga Jujeña 2006 \| 11.º \| \| Liga Jujeña 2007 \| 6.º \| \| Liga Jujeña 2008 \| 1.º \| \| Liga Jujeña 2009 \| 1.º \| \| Liga Jujeña 2010 \| 1º \| \| Liga Jujeña 2011 \| 2.º \| \| Liga Jujeña 2012 \| 1.º \| \| Liga Jujeña 2013 \| 5.º \| \| Liga Jujeña 2014 \| 4.º \| \| Liga Jujeña 2015 \| 4.º \| \| Liga Jujeña 2016 \| 1.º \| \| Liga Jujeña 2017 \| 4.º \| \| Liga Jujeña 2018 \| 6.º \| \| Liga Jujeña 2019 (Apertura) \| 5.º \| \| Liga Jujeña 2019 (Clausura) \| 7.º \| \| Liga Jujeña 2021 (Apertura) \| 6.º \| \| Liga Jujeña 2021 (Clausura) \| 8.º \| \| Liga Jujeña 2022 (Apertura) \| .° \| \| Liga Jujeña 2022 (Clausura) \| .° \| |                  |
| Competencia | Detalle          |
| Competencia | Campeonato Local |
| Liga Jujeña 2005 | 9.º              |
| Liga Jujeña 2006 | 11.º             |
| Liga Jujeña 2007 | 6.º              |
| Liga Jujeña 2008 | 1.º              |
| Liga Jujeña 2009 | 1.º              |
| Liga Jujeña 2010 | 1º               |
| Liga Jujeña 2011 | 2.º              |
| Liga Jujeña 2012 | 1.º              |
| Liga Jujeña 2013 | 5.º              |
| Liga Jujeña 2014 | 4.º              |
| Liga Jujeña 2015 | 4.º              |
| Liga Jujeña 2016 | 1.º              |
| Liga Jujeña 2017 | 4.º              |
| Liga Jujeña 2018 | 6.º              |
| Liga Jujeña 2019 (Apertura) | 5.º              |
| Liga Jujeña 2019 (Clausura) | 7.º              |
| Liga Jujeña 2021 (Apertura) | 6.º              |
| Liga Jujeña 2021 (Clausura) | 8.º              |
| Liga Jujeña 2022 (Apertura) | .°               |
| Liga Jujeña 2022 (Clausura) | .°               |

     Campeón.
    Subcampeón.
    Tercer Lugar.
     Ascenso.
     Descenso.

### Total de partidos oficiales
| Competición      | PJ   | PG  | PE  | PP  | GF   | GC   | DG   | Mejor resultado  |
| ---------------- | ---- | --- | --- | --- | ---- | ---- | ---- | ---------------- |
| Primera División | 516  | 142 | 146 | 228 | 577  | 781  | -204 | Cuarto Lugar     |
| Segunda División | 634  | 226 | 193 | 215 | 716  | 761  | -45  | Campeón          |
| Tercera División | 113  | 55  | 32  | 24  | 190  | 124  | 66   | Campeón          |
| Copas nacionales | 8    | 3   | 6   | 3   | 12   | 14   | -2   | Octavos de final |
| Total            | 1272 | 426 | 377 | 470 | 1475 | 1680 | -225 | 4 títulos        |

## Amistosos internacionales

#### Partidos internacionales
| Fecha                   | Lugar                 | Local                  | Resultado   | Visitante              |
| ----------------------- | --------------------- | ---------------------- | ----------- | ---------------------- |
| 1944                    | San Salvador de Jujuy | Gimnasia y Esgrima (J) | 2-0         | The Strongest          |
| 22 de diciembre de 1973 | San Salvador de Jujuy | Gimnasia y Esgrima (J) | 4-1         | Peñarol                |
| 12 de abril de 1974     | San Salvador de Jujuy | Gimnasia y Esgrima (J) | 1-0         | Nacional               |
| 28 de mayo de 1974      | San Salvador de Jujuy | Gimnasia y Esgrima (J) | 2-1         | Peñarol                |
| 05 de junio de 1977     | San Salvador de Jujuy | Gimnasia y Esgrima (J) | 1-2         | Selección de Polonia   |
| 9 de noviembre de 1977  | San Salvador de Jujuy | Gimnasia y Esgrima (J) | 2-2         | Bangu AC               |
| 1988                    | San Salvador de Jujuy | Gimnasia y Esgrima (J) | 0-1         | The Strongest          |
| 19 de abril de 1993     | San Salvador de Jujuy | Gimnasia y Esgrima (J) | 3-0         | Grêmio                 |
| 27 de agosto de 1994    | San Salvador de Jujuy | Gimnasia y Esgrima (J) | 1-2         | Nacional               |
| 25 de enero de 1999     | Iquique               | Deportes Iquique       | 1-3         | Gimnasia y Esgrima (J) |
| 10 de octubre de 2005   | San Salvador de Jujuy | Gimnasia y Esgrima (J) | 6-0         | Cobreloa               |
| 22 de enero de 2018     | Río Blanco            | Gimnasia y Esgrima (J) | 1-1         | Always Ready           |
| 29 de junio de 2019     | Perico                | Gimnasia y Esgrima (J) | 3-1         | Oriente Petrolero      |
| 17 de febrero de 2020   | Tarija                | Ciclón de Tarija       | 2 (4)-(2) 2 | Gimnasia y Esgrima (J) |
| 25 de enero de 2023     | Río Blanco            | Gimnasia y Esgrima (J) | 4-0         | The Strongest          |
| 20 de diciembre de 2023 | La Paz                | Always Ready           | 2-2         | Gimnasia y Esgrima (J) |

### Contra equipos de Argentina en Primera División
| \| Club \| Provincia \| PJ \| PG \| PE \| PP \| GF \| GC \| Dif. Part. \| \| ---------------------------- \| ------------ \| -- \| -- \| -- \| -- \| -- \| -- \| ---------- \| \| Rosario Central \| Santa Fe \| 31 \| 9 \| 9 \| 12 \| 35 \| 42 \| -3 \| \| Independiente \| Buenos Aires \| 27 \| 6 \| 8 \| 13 \| 33 \| 48 \| -7 \| \| Racing Club \| Buenos Aires \| 26 \| 6 \| 6 \| 14 \| 23 \| 36 \| -8 \| \| Vélez Sarfield \| Buenos Aires \| 26 \| 3 \| 5 \| 13 \| 16 \| 49 \| -15 \| \| River Plate \| Buenos Aires \| 25 \| 3 \| 6 \| 16 \| 16 \| 55 \| -13 \| \| Boca Juniors \| Buenos Aires \| 13 \| 5 \| 4 \| 4 \| 13 \| 18 \| -9 \| \| Club Estudiantes de La Plata \| Buenos Aires \| 23 \| 5 \| 6 \| 12 \| 20 \| 35 \| -7 \| \| Gimnasia y Esgrima La Plata \| Buenos Aires \| 23 \| 7 \| 4 \| 12 \| 32 \| 40 \| -5 \| \| Newell's Old Boys \| Santa Fe \| 22 \| 5 \| 6 \| 11 \| 22 \| 27 \| -6 \| \| San Lorenzo \| Buenos Aires \| 21 \| 5 \| 4 \| 12 \| 27 \| 41 \| -7 \| \| Argentinos Juniors \| Buenos Aires \| 21 \| 7 \| 8 \| 6 \| 24 \| 26 \| +1 \| \| Colón \| Santa Fe \| 20 \| 10 \| 4 \| 6 \| 31 \| 25 \| +4 \| \| Lanús \| Buenos Aires \| 20 \| 5 \| 5 \| 10 \| 16 \| 25 \| -5 \| \| Banfield \| Buenos Aires \| 18 \| 4 \| 7 \| 7 \| 21 \| 24 \| -3 \| \| Huracán \| Buenos Aires \| 17 \| 6 \| 4 \| 7 \| 28 \| 29 \| -1 \| \| Belgrano \| Córdoba \| 15 \| 6 \| 4 \| 5 \| 18 \| 15 \| +3 \| \| Ferro Carril Oeste \| Buenos Aires \| 15 \| 2 \| 6 \| 7 \| 16 \| 27 \| -5 \| \| Platense \| Buenos Aires \| 12 \| 5 \| 5 \| 2 \| 16 \| 12 \| +4 \| \| Unión (Santa Fe) \| Santa Fe \| 12 \| 4 \| 3 \| 5 \| 11 \| 15 \| -1 \| \| Talleres (Córdoba) \| Córdoba \| 9 \| 2 \| 3 \| 4 \| 9 \| 16 \| -2 \| \| Arsenal \| Buenos Aires \| 8 \| 3 \| 3 \| 2 \| 11 \| 8 \| +1 \| \| Deportivo Español \| Buenos Aires \| 8 \| 4 \| 3 \| 1 \| 16 \| 11 \| +3 \| \| Quilmes \| Buenos Aires \| 8 \| 3 \| 2 \| 3 \| 12 \| 11 \| 0 \| \| Atlético Tucumán \| Tucumán \| 6 \| 2 \| 2 \| 2 \| 8 \| 12 \| 0 \| \| Chacarita Juniors \| Buenos Aires \| 6 \| 3 \| 2 \| 1 \| 9 \| 7 \| +1 \| \| Instituto \| Córdoba \| 6 \| 2 \| 2 \| 2 \| 8 \| 7 \| 0 \| \| Club de Gimnasia y Tiro \| Salta \| 4 \| 1 \| 3 \| 0 \| 1 \| 0 \| +1 \| |              |    |    |    |    |    |    |            |
| Club | Provincia    | PJ | PG | PE | PP | GF | GC | Dif. Part. |
| Rosario Central | Santa Fe     | 31 | 9  | 9  | 12 | 35 | 42 | -3         |
| Independiente | Buenos Aires | 27 | 6  | 8  | 13 | 33 | 48 | -7         |
| Racing Club | Buenos Aires | 26 | 6  | 6  | 14 | 23 | 36 | -8         |
| Vélez Sarfield | Buenos Aires | 26 | 3  | 5  | 13 | 16 | 49 | -15        |
| River Plate | Buenos Aires | 25 | 3  | 6  | 16 | 16 | 55 | -13        |
| Boca Juniors | Buenos Aires | 13 | 5  | 4  | 4  | 13 | 18 | -9         |
| Club Estudiantes de La Plata | Buenos Aires | 23 | 5  | 6  | 12 | 20 | 35 | -7         |
| Gimnasia y Esgrima La Plata | Buenos Aires | 23 | 7  | 4  | 12 | 32 | 40 | -5         |
| Newell's Old Boys | Santa Fe     | 22 | 5  | 6  | 11 | 22 | 27 | -6         |
| San Lorenzo | Buenos Aires | 21 | 5  | 4  | 12 | 27 | 41 | -7         |
| Argentinos Juniors | Buenos Aires | 21 | 7  | 8  | 6  | 24 | 26 | +1         |
| Colón | Santa Fe     | 20 | 10 | 4  | 6  | 31 | 25 | +4         |
| Lanús | Buenos Aires | 20 | 5  | 5  | 10 | 16 | 25 | -5         |
| Banfield | Buenos Aires | 18 | 4  | 7  | 7  | 21 | 24 | -3         |
| Huracán | Buenos Aires | 17 | 6  | 4  | 7  | 28 | 29 | -1         |
| Belgrano | Córdoba      | 15 | 6  | 4  | 5  | 18 | 15 | +3         |
| Ferro Carril Oeste | Buenos Aires | 15 | 2  | 6  | 7  | 16 | 27 | -5         |
| Platense | Buenos Aires | 12 | 5  | 5  | 2  | 16 | 12 | +4         |
| Unión (Santa Fe) | Santa Fe     | 12 | 4  | 3  | 5  | 11 | 15 | -1         |
| Talleres (Córdoba) | Córdoba      | 9  | 2  | 3  | 4  | 9  | 16 | -2         |
| Arsenal | Buenos Aires | 8  | 3  | 3  | 2  | 11 | 8  | +1         |
| Deportivo Español | Buenos Aires | 8  | 4  | 3  | 1  | 16 | 11 | +3         |
| Quilmes | Buenos Aires | 8  | 3  | 2  | 3  | 12 | 11 | 0          |
| Atlético Tucumán | Tucumán      | 6  | 2  | 2  | 2  | 8  | 12 | 0          |
| Chacarita Juniors | Buenos Aires | 6  | 3  | 2  | 1  | 9  | 7  | +1         |
| Instituto | Córdoba      | 6  | 2  | 2  | 2  | 8  | 7  | 0          |
| Club de Gimnasia y Tiro | Salta        | 4  | 1  | 3  | 0  | 1  | 0  | +1         |

## Escudo y bandera
El escudo del club ha tenido distintas variaciones a lo largo de su historia, pasando desde los colores blanco y negro hasta los que tiene en la actualidad. El diseño actual contiene una banda horizontal de color celeste, con las iniciales del club (CGE) sobre la banda.

### Evolución del Escudo
| Evolución del escudo del Club Atlético Gimnasia y Esgrima (Jujuy) | Evolución del escudo del Club Atlético Gimnasia y Esgrima (Jujuy) | Evolución del escudo del Club Atlético Gimnasia y Esgrima (Jujuy) | Evolución del escudo del Club Atlético Gimnasia y Esgrima (Jujuy) | Evolución del escudo del Club Atlético Gimnasia y Esgrima (Jujuy) | Evolución del escudo del Club Atlético Gimnasia y Esgrima (Jujuy) | Evolución del escudo del Club Atlético Gimnasia y Esgrima (Jujuy) |
| 1993-1995                                                         | 1995-1999                                                         | 1999-2000                                                         | 2000-2002                                                         | 2002-2008                                                         | 2010-2014                                                         | 2014-Presente                                                     |
| ----------------------------------------------------------------- | ----------------------------------------------------------------- | ----------------------------------------------------------------- | ----------------------------------------------------------------- | ----------------------------------------------------------------- | ----------------------------------------------------------------- | ----------------------------------------------------------------- |

## Estadio
Se inauguró un 18 de marzo de 1973, fecha en que se festeja el aniversario del club. Fue en un partido correspondiente a la 1ª ronda del Regional del 73, ante Vélez de Catamarca, resultando vencedor Gimnasia por 2 a 0. Dicho torneo quedó en manos albicelestes y clasificamos al torneo Nacional.
En el 2009 la AFA confirmó a Jujuy como una de las sedes de la Copa América 2011, por lo que junto a dicho organismo y el gobierno remodelaron el 23. Se ampliaron las tribunas populares y preferenciales, y sobre todo la platea, que se le agregó una segunda bandeja y se realizó un ingreso moderno, más palcos, vestuarios, baños, cabinas de prensa y una pantalla gigante en la tribuna norte. Con dichas modificaciones se disputaron dos partidos de la Copa América, recibiendo el 23 de agosto a Las selecciones de Colombia, Costa Rica, y Bolivia.
Actúa como local en el estadio “23 de Agosto”, sito en Av. El Éxodo entre Santa Bárbara y La Bandera, en San Salvador de Jujuy. El mote de “La Tacita de Plata” que se le aplica es una confusión de medios porteños, ya que así se nombra en realidad a la ciudad de S.S. de Jujuy.
Este estadio será protagonista en el año 2011, ya que se utilizara en los encuentros de la Copa América de Fútbol 2011, a fines de mayo del 2009 la CONMEBOL confirmó a San Salvador de Jujuy entre otras ciudades de Argentina como Sub Sede de Copa América. Por lo cual durante la Copa del Mundo Sudáfrica 2010 dicho estadio será remodelado.
Tiene una capacidad de 25.000 espectadores sentados y las dimensiones del campo de juego son 105 por 78 metros. Fue Subsede de la Copa América en 2011. Este estadio fue protagonista en 2011 de algunos encuentros de la Copa América 2011.
| 2 de julio de 2011, 15:30 | Colombia  | 1:0 (1:0) | Costa Rica | Estadio 23 de Agosto, San Salvador de Jujuy                       |                                                                   |
|                           | Ramos 44' | Reporte   |            | Asistencia: 24 000 espectadores Árbitro(s): Enrique Osses (Chile) | Asistencia: 24 000 espectadores Árbitro(s): Enrique Osses (Chile) |

| 7 de julio de 2011, 19:15 | Bolivia | 0:2 (0:0) | Costa Rica                  | Estadio 23 de Agosto, San Salvador de Jujuy                       |                                                                   |
|                           |         | Reporte   | Martínez 59' · Campbell 78' | Asistencia: 24 000 espectadores Árbitro(s): Carlos Vera (Ecuador) | Asistencia: 24 000 espectadores Árbitro(s): Carlos Vera (Ecuador) |

También fue protagonista el sábado 15 de diciembre de 2012 del encuentro de despedida de Ariel Ortega, en el que estuvieron grandes figuras como Ramón Díaz, Enzo Francescoli, Marcelo Gallardo, Ramón Medina Bello, Hernán Díaz, Roberto Monserrat, entre otros del conjunto de Ariel Ortega; mientras que del lado de las Glorias Jujeñas estuvieron Manuel Guerrero, Carlos Rosas, Mario Humberto Lobo, Francisco Ferraro y otros.
Con la magia de Ortega se concretó el 3-2 final para su victoria, tras el pitazo del exárbitro Héctor Baldassi. Finalmente hubo una gran emoción y lágrimas porque el «Burrito» dio sus últimos pasos dentro del Estadio.
Características:
- Dirección: Av. El Éxodo y Santa Bárbara - San Salvador de Jujuy
- Capacidad: 24.000 espectadores
- Dimensiones del terreno de juego: 105 × 70 m
- Inauguración: 18 de marzo de 1973 en Gimnasia de Jujuy 2 - Vélez (Catamarca) 0
- Sede social: Lamadrid 459 - San Salvador de Jujuy - Estadio 23 de Agosto

## Rivalidades provinciales y regionales

### Altos Hornos Zapla
El principal clásico jujeño, que disputan Altos Hornos Zapla y Gimnasia, es uno de los más importantes a nivel provincial y nacional. Se han jugado un total de 117 partidos oficiales, de los cuales Gimnasia ganó 54, Altos Hornos Zapla 39, y empataron 32. Si se cuentan los partidos amistosos (7 en total), Gimnasia ganó 3, Altos Hornos Zapla 3, y empataron 1. La máxima goleada del Lobo fue en un amistoso de 1955, cuando le ganó a su rival por 5 a 1. El clásico más reciente fue el 16 de noviembre por los casi 50 años de la Liga Jujeña de Fútbol y fue un empate jujeño por 1 a 1. El último oficial fue el 16 de mayo de 2014, por el Torneo del Interior, que se jugó en el Estadio 23 de Agosto, y que tuvo marcador idéntico.
| \| Año \| Local \| Resultado \| Visitante \| Certamen \| \| ------- \| ------------------ \| --------- \| ------------------ \| -------------------------------- \| \| 1974 \| Gimnasia y Esgrima \| 0:0 \| Altos Hornos Zapla \| Clasificación al Torneo Regional \| \| 1974 \| Altos Hornos Zapla \| 1(5):(4)1 \| Gimnasia y Esgrima \| Clasificación al Torneo Regional \| \| 1984/85 \| Gimnasia y Esgrima \| 1:1 \| Altos Hornos Zapla \| Torneo Regional \| \| 1984/85 \| Altos Hornos Zapla \| 0:1 \| Gimnasia y Esgrima \| Torneo Regional \| \| 1985/86 \| Altos Hornos Zapla \| 1:1 \| Gimnasia y Esgrima \| Torneo Regional \| \| 1985/86 \| Gimnasia y Esgrima \| 1:0 \| Altos Hornos Zapla \| Torneo Regional \| \| 1986 \| Gimnasia y Esgrima \| 0:1 \| Altos Hornos Zapla \| Torneo del Interior \| \| 1986 \| Altos Hornos Zapla \| 1:1 \| Gimnasia y Esgrima \| Torneo del Interior \| |                    |           |                    |                                  |
| Año | Local              | Resultado | Visitante          | Certamen                         |
| 1974 | Gimnasia y Esgrima | 0:0       | Altos Hornos Zapla | Clasificación al Torneo Regional |
| 1974 | Altos Hornos Zapla | 1(5):(4)1 | Gimnasia y Esgrima | Clasificación al Torneo Regional |
| 1984/85 | Gimnasia y Esgrima | 1:1       | Altos Hornos Zapla | Torneo Regional                  |
| 1984/85 | Altos Hornos Zapla | 0:1       | Gimnasia y Esgrima | Torneo Regional                  |
| 1985/86 | Altos Hornos Zapla | 1:1       | Gimnasia y Esgrima | Torneo Regional                  |
| 1985/86 | Gimnasia y Esgrima | 1:0       | Altos Hornos Zapla | Torneo Regional                  |
| 1986 | Gimnasia y Esgrima | 0:1       | Altos Hornos Zapla | Torneo del Interior              |
| 1986 | Altos Hornos Zapla | 1:1       | Gimnasia y Esgrima | Torneo del Interior              |

### Talleres de Perico
El partido entre Talleres de Perico y Gimnasia siempre es esperado por ambos equipos con mucha ansiedad, si bien Gimnasia mantiene su rivalidad con Zapla y Talleres lo hace con Atlético Gorriti. El historial está a favor de Gimnasia 46 a 21, con 21 empates en encuentros oficiales. El último fue el pasado 12 de abril, cuando empataron ambos equipos en la Tacita de Plata por 1 a 1 por el Torneo del Interior.
| \| Año \| Local \| Resultado \| Visitante \| Certamen \| \| ------- \| ------------------ \| --------- \| ------------------ \| ------------------- \| \| 1992/93 \| Gimnasia y Esgrima \| 2-2 \| Talleres de Perico \| Torneo del Interior \| \| 1992/93 \| Talleres de Perico \| 0-2 \| Gimnasia y Esgrima \| Torneo del Interior \| |                    |           |                    |                     |
| Año | Local              | Resultado | Visitante          | Certamen            |
| 1992/93 | Gimnasia y Esgrima | 2-2       | Talleres de Perico | Torneo del Interior |
| 1992/93 | Talleres de Perico | 0-2       | Gimnasia y Esgrima | Torneo del Interior |

Historial completo
| Gimnasia vs.       | PJ  | PG | PE | PP | GF  | GC  | Dif |
| ------------------ | --- | -- | -- | -- | --- | --- | --- |
| Altos Hornos Zapla | 111 | 48 | 28 | 33 | 167 | 135 | +29 |
| Talleres de Perico | 85  | 40 | 20 | 25 | 137 | 119 | +18 |

#### Clásico del Norte
- Juventud Antoniana (Salta)[21][22][23]

Historial

#### Otros clásicos
Otros de sus clásicos rivales son:
- Atlético Ledesma
- Central Norte (Salta)[24]
- Gimnasia y Tiro (Salta)[25]
- Atlético Tucumán[26][27][28]
- San Martín (Tucumán)[29]

### Historial completo contra equipos del norte
Historial en torneos organizados por AFA

## Uniforme
A lo largo de su historia, Gimnasia tuvo diversas marcas fabricantes. La década de 1980 trajo consigo muchos cambios, pero hubo un rubro donde las modificaciones estuvieron presentes en forma sistemática y fue en la indumentaria deportiva.
- Uniforme titular: Camiseta blanca con una franja celeste, pantalón blanco, medias blancas.
- Uniforme alternativo: Camiseta negra con líneas azules y celestes, pantalón negro, medias negras.
- Uniforme tercero: Camiseta gris con vivos negros, pantalón gris, medias negras.

### Evolución del uniforme
Uniforme titular
| 2010-2011 | 2011-2012 | 2012-2013 | 2013-2014 | 2015 | 2016 | 2016-2017 | 2017-2018 | 2019-2020 | 2021-2022 |  |

| 2022-2023 | 2023 | 2024 | 2024 |

Uniforme alternativo
| 2010-2011 | 2011-2012 | 2012-2013 | 2013-2014 | 2015 | 2016 | 2016-2017 | 2017-2018 | 2019-2020 | 2021-2022 |  |

| 2022 | 2023 | 2024 | 2024 |

Tercer Uniforme
| 2016-2017 | 2019-2020 | 2021 | 2022 | 2022-2023 | 2023 | 2024 |

### Indumentaria y patrocinador
| Período       | Logo | Proveedor      |
| ------------- | ---- | -------------- |
| 1980-1984     |      | Sportlandia    |
| 1985-1989     |      | Uribarri       |
| 1990-1992     |      | Reusch         |
| 1993-1997     |      | Uhlsport       |
| 1997-1998     |      | Le Coq Sportif |
| 1999-2000     |      | Puma           |
| 2000-2002     |      | Mebal          |
| 2002-2003     |      | Milla          |
| 2003-2006     |      | DRB Dribbling  |
| 2006-2008     |      | Signia         |
| 2008-2010     |      | Dunlop Sport   |
| 2010-2018     |      | KDY            |
| 2018-2020     |      | Burrda         |
| 2021-2022     |      | Retiel         |
| 2022-2023     |      | Athletic       |
| 2024-Presente |      | KDY            |

| Período       | Proveedor                           |
| ------------- | ----------------------------------- |
| 1980-1983     | Radio Visión Jujuy                  |
| 1983-1985     | Canal 7 Jujuy                       |
| 1985-1986     | Franco Automotres                   |
| 1986-1987     | Lotería Jujeña                      |
| 1988-1991     | Casino de Jujuy                     |
| 1992-1994     | Súbito                              |
| 1994-1996     | Sanidad                             |
| 1996-1999     | Refinor                             |
| 1999-2002     | Comodín                             |
| 2002-2004     | Refinor                             |
| 2004-2007     | Refinor Viva Jujuy!                 |
| 2007-2017     | Banco Macro Viva Jujuy!             |
| 2018-2021     | Banco Macro Jujuy Energía Viva      |
| 2021-2022     | Banco Macro Jujuy Energía Viva Xuma |
| 2022-Presente | Banco Macro                         |

## Goleadas

### A favor
En Primera División:
- En Primera División: 4-0 a Jorge Newbery de Junín (Nacional 1975).
- En Primera División: 4-0 a Colón de Santa Fe (Apertura 1997).
- En Primera División: 4-0 a Deportivo Español (Apertura 1997).
- En Primera División: 4-0 a Estudiantes (La Plata) (Apertura 2006).
- En Primera División: 4-0 a Gimnasia (La Plata) (Apertura 2007).

En Segunda División:
- En Nacional B: 5-0 a Godoy Cruz Antonio Tomba (Apertura 2001).
- En Primera Nacional: 4-0 a Deportivo Riestra (Primera Nacional 2022).
- En Primera Nacional: 3-0 a San Miguel (Primera Nacional 2024).
- En Primera Nacional: Vapuleada 4-0 a Colón de Santa Fé (Primera Nacional 2025). El pulga no la vio ni cuadrada.

En Torneos regionales:
- En Torneo Regional: 6-0 a Atlético Riojano (La Rioja) (1973).
- En Torneo Regional: 5-0 a Sarmiento (Catamarca) (1971).

En Torneo del interior:
- En Torneo del Interior: 6-2 a Juventud Unida (Rosario de Lerma) (1990).

### En contra
En Primera División:
- En Primera División: 1-6 vs Atlanta (Nacional 1973).
- En Primera División: 0-6 vs River Plate (Nacional 1977)
- En Primera División: 0-4 vs Independiente (Apertura 1994).
- En Primera División: 0-4 vs Argentinos Juniors (Apertura 1995).
- En Primera División: 0-4 vs Boca Juniors (Clausura 1996).
- En Primera División: 0-4 vs Vélez Sarsfield (Clausura 1996).
- En Primera División: 0-5 vs Ferro (Apertura 1997).
- En Primera División: 0-8 vs River Plate (Clausura 1999). Máxima goleada en torneos cortos.[30]
- En Primera División: 1-5 vs Estudiantes (La Plata) (Clausura 2000).
- En Primera División: 0-4 vs Boca Juniors (Apertura 2008).

Segunda División:
- En B Nacional: 0-6 vs Central Córdoba (Santiago del Estero) (B Nacional 1987-88)
- En  B Nacional: 0-4 vs Defensa y Justicia (B Nacional 2009-10).
- En  B Nacional: 0-6 vs Atlético de Rafaela (B Nacional 2010-11).
- En  B Nacional: 0-4 vs Atlanta (B Nacional 2011-12).
- En  B Nacional: 0-4 vs Quilmes (B Nacional 2011-12).
- En  B Nacional: 0-4 vs Ferro (B Nacional 2016-17)
- En  Primera Nacional: 0-4 vs Instituto (Córdoba) (Primera Nacional 2022)

En Torneo del Interior:
- En Torneo del Interior: 1-6 vs Atlético Ledesma (1989).

## Jugadores

### Plantel 2025
- Actualizado al 16 de junio de 2025

- Los equipos argentinos están limitados a tener un cupo máximo de seis jugadores extranjeros, aunque solo cinco podrán firmar la planilla del partido

#### Altas
| Invierno             |                |                        |                      |
| Román Barreto        | Defensa        | Sacachispas            | Libre                |
| Joaquín Varela       | Defensa        | Patronato de Paraná    | Libre                |
| Maximiliano Casa     | Delantero      | San Martín de San Juan | Libre                |
| Gustavo Fernández    | Delantero      | Deportivo Riestra      | Préstamo             |
| Verano               |                |                        |                      |
| Milton Álvarez       | Guardameta     | Deportes Limache       | Libre                |
| Sebastián Anchoverri | Guardameta     | Sportivo Italiano      | Libre                |
| Tadeo Granara        | Guardameta     | Talleres de Perico     | Regresa del préstamo |
| Nahuel Denis         | Defensa        | 9 de Julio de Rafaela  | Regresa del préstamo |
| Sebastián Sánchez    | Defensa        | Vittoria               | Libre                |
| Joaquín Vaquero      | Defensa        | Vélez Sarsfield        | Préstamo             |
| Santiago Camacho     | Centrocampista | Estudiantes de Caseros | Préstamo             |
| Fernando Duré        | Centrocampista | Ituzaingó              | Préstamo             |
| Matías Noble         | Centrocampista | FBC Melgar             | Libre                |
| Joaquín Trasante     | Centrocampista | Miramar Misiones       | Libre                |
| Daniel Juárez        | Delantero      | Unión de Santa Fe      | Préstamo             |
| Jeremías Perales     | Delantero      | Midland                | Libre                |
| Alejandro Quintana   | Delantero      | Guabirá                | Libre                |
| José Vanetta         | Delantero      | Unión de Santa Fe      | Préstamo             |

#### Bajas
| Invierno         |                |                               |                       |
| -                | -              | -                             | -                     |
| Verano           |                |                               |                       |
| Joaquín Bigo     | Guardameta     | Estudiantes de Río Cuarto     | Fin del préstamo      |
| Juan Doboletta   | Guardameta     | Deportes Santa Cruz           | Rescisión de contrato |
| Facundo Rizzi    | Defensa        | Nueva Chicago                 | Fin de contrato       |
| Iván Zafarana    | Defensa        | San Martín de Tucumán         | Fin del préstamo      |
| Axel Abet        | Centrocampista | Tristán Suárez                | Rescisión de contrato |
| Jorge Juárez     | Centrocampista | San Miguel                    | Fin de contrato       |
| Joaquín Mateo    | Centrocampista | Chaco For Ever                | Rescisión de contrato |
| Rodrigo Montes   | Centrocampista | Boca Juniors                  | Fin del préstamo      |
| Mauro Albertengo | Delantero      | Güemes de Santiago del Estero | Rescisión de contrato |
| Elías Ayala      | Delantero      | Belgrano de Córdoba           | Fin del préstamo      |
| Blas Palavecino  | Delantero      | Estudiantes de La Plata       | Fin del préstamo      |

#### Cesiones
| Jugador       | Posición       | Destino                       | Fin del préstamo |
| ------------- | -------------- | ----------------------------- | ---------------- |
| Lucas Chiozza | Centrocampista | Güemes de Santiago del Estero | 31-12-2025       |

### Goleadores históricos
| Jugador                                | Goles |
| -------------------------------------- | ----- |
| Mario Humberto Lobo                    | 141   |
| Gustavo Alberto Balvorín               | 48    |
| Manuel Alfredo Guerrero                | 40    |
| Marcelo Andrés «Petete» Trimarchi      | 37    |
| Carlos Leonardo «Jairo» Morales Santos | 36    |
| Carlos Ramón Rosas                     | 35    |
| Daniel Juárez                          | 33    |
| Alejandro Santiago González            | 31    |
| Juan José Arraya                       | 21    |

### Máximas presencias
| Jugador                       | Partidos |
| ----------------------------- | -------- |
| Daniel Ramasco                | 293      |
| Alejandro Santiago González   | 275      |
| Mario Humberto Lobo           | 254      |
| Leonardo Ferreyra             | 214      |
| Daniel Juárez                 | 214      |
| Manuel Alfredo Guerrero       | 190      |
| Gustavo Alberto Balvorin      | 175      |
| Héctor Carlos Arzubialde      | 173      |
| Carlos Morales Santos         | 166      |
| Ignacio Sanabria              | 156      |
| Hernán Castellano             | 154      |
| Fernando Cristóbal Casartelli | 153      |
| Carlos Ramón Rosas            | 148      |
| Marcelo Nildo Quinteros       | 145      |
| Silvio Oscar Iuvale           | 141      |
| Jorge Luna                    | 135      |
| Maximiliano Cavallotti        | 127      |
| Franco Sebastián Sosa         | 125      |

### Futbolistas de Gimnasia de Jujuy en la selección de su país
Mundialistas
| N.º | Nombre.               | Selección. | Edición.     | Resultado.       |
| --- | --------------------- | ---------- | ------------ | ---------------- |
| 1.º | Carlos Morales Santos | Paraguay   | Francia 1998 | Octavos de final |

     Estaban en el club cuando fueron convocados.
     Canteranos del club que disputaron la Copa del Mundo.
Convocados a la Copa América
| N.º | Nombre.       | Selección. | Edición.      | Resultado.   |
| --- | ------------- | ---------- | ------------- | ------------ |
| 1.º | Iván Castillo | Bolivia    | Bolivia 1997  | Subcampeón   |
| 2.º | Marco Sandy   | Bolivia    | Paraguay 1999 | Primera Fase |

Jugadores campeones salidos de las inferiores
| N.º | Nombre.              | Selección. | Campeonato.  | Resultado. |
| --- | -------------------- | ---------- | ------------ | ---------- |
| 1.º | José Daniel Valencia | Argentina  | Mundial 1978 | Campeón    |

## Entrenadores

### Cronología
| Entrenador            | Año         | Nota                |
| --------------------- | ----------- | ------------------- |
| Salvador Ragusa       | (1992-1993) |                     |
| Francisco Ferraro     | (1993-1996) |                     |
| Víctor Riggio         | (1996-1997) |                     |
| Néstor Manfredi       | (1997-1999) |                     |
| Ariel Russo           | (1999)      |                     |
| Gerónimo Saccardi     | (1999-2000) |                     |
| Raúl Armando Sosa     | (2000)      | Entrenador interino |
| Marcelo Herrera       | (2000)      |                     |
| Humberto Zuccarelli   | (2000-2001) |                     |
| Héctor Arzubialde     | (2001-2002) |                     |
| Luis Blanco           | (2002-2003) |                     |
| Mario Humberto Lobo   | (2003)      | Entrenador interino |
| Carlos Morales Santos | (2003)      | Entrenador interino |
| Víctor Riggio         | (2003-2004) |                     |
| Francisco Ferraro     | (2004)      |                     |
| Mario Gómez           | (2005-2006) |                     |
| José María Bianco     | (2006)      |                     |
| Mario Gómez           | (2006-2007) |                     |
| Carlos Ramacciotti    | (2007-2008) |                     |
| Omar Labruna          | (2008-2009) |                     |
| Héctor Arzubialde     | (2009-2010) |                     |
| Francisco Ferraro     | (2010-2011) |                     |
| Salvador Ragusa       | (2011)      |                     |
| José Luis Calderón    | (2011-2012) |                     |
| Mario Gómez           | (2012-2013) |                     |
| Mario Sciacqua        | (2014)      |                     |
| Sebastián Méndez      | (2015)      |                     |

| Entrenador            | Año             | Nota                |  |
| --------------------- | --------------- | ------------------- |  |
| Carlos Rosas          | (Julío de 2015) |                     |  |
| Gabriel Schürrer      | (2015)          |                     |  |
| Mario Sciacqua        | (2016)          |                     |  |
| Fernando Gamboa       | (2016-2017)     |                     |  |
| Carlos Morales Santos | (2017)          | Entrenador interino |  |
| Martín Astudillo      | (2017-2018)     |                     |  |
| Carlos Morales Santos | (2018-2019)     |                     |  |
| Marcelo Herrera       | (2019-2020)     |                     |  |
| Arnaldo Sialle        | (2020-2021)     |                     |  |
| Cristian Molins       | (2022)          |                     |  |
| Daniel Ramasco        | (2022)          | Entrenador interino |  |
| Darío Franco          | (2022-2023)     |                     |  |
| Mario Gómez           | (2023)          |                     |  |
| Sergio Vázquez        | (2023-2024)     |                     |  |
| Franco Sosa           | (2024)          | Entrenador interino |  |
| Matías Módolo         | (2024-)         |                     |  |

## Palmarés

### Títulos nacionales oficiales
| Torneos nacionales oficiales     | Torneos nacionales oficiales | Torneos nacionales oficiales |
| Competición                      | Títulos                      | Subcampeonatos               |
| -------------------------------- | ---------------------------- | ---------------------------- |
| Segunda División Argentina (1/1) | 1993-94                      | 2004-05                      |
| Torneo del Interior (2)          | 1986, 1992-93.*              |                              |
| Torneo Regional (2)              | 1970,1 1973.2                |                              |

(1): «No otorga título del campeón».

(2): «No otorga título del campeón».

### Torneos provinciales oficiales
| Torneos locales oficiales           | Torneos locales oficiales | Torneos locales oficiales |
| Competición                         | Período                   | Títulos |
| ----------------------------------- | ------------------------- | --- |
| Liga Jujeña de Fútbol (24)          | 1928-Presente             | 1945, 1946, 1947, 1948, 1952, 1962, 1963, 1965, 1967, 1969, 1975, 1976, 1977, 1979, 1980, 1981, 1986, Apertura 1997, 2004, 2008, 2009, 2010, 2012, 2016 Record |
| Copa Jujuy (1)                      | 2018-presente             | 2021 |
| Copa Confraternidad Salta-Jujuy (4) | Sin datos                 | 1979, 1985, 1987, 1989 |

### Torneos amistosos
| Torneos nacionales Amistosos   | Torneos nacionales Amistosos |
| Competición                    | Títulos                      |
| ------------------------------ | ---------------------------- |
| Copa Éxodo (1)                 | 1944                         |
| Copa San Martín de Tours (1)   | 1973                         |
| Copa Verano (Iquique) (1)      | 1999                         |
| Copa Paso de Jama (1):         | 2005                         |
| Torneo Reactivación - LJF (1): | 2020                         |

## Otras secciones deportivas

### Fútbol femenino
| Torneos locales oficiales | Torneos locales oficiales | Torneos locales oficiales |
| Competición               | Títulos                   | Subcampeonatos            |
| ------------------------- | ------------------------- | ------------------------- |
| Liga Jujeña de Fútbol (/) |                           |                           |
| Copa Jujuy (/)            |                           |                           |

#### Torneos de divisiones inferiores
| Torneos locales oficiales                             | Torneos locales oficiales | Torneos locales oficiales |
| Competición                                           | Títulos                   | Subcampeonatos            |
| ----------------------------------------------------- | ------------------------- | ------------------------- |
| Torneo de Reserva - Liga Jujeña de Fútbol (/)         |                           |                           |
| Cuarta división (Sub-20) - Liga Jujeña de Fútbol (/)  |                           |                           |
| Quinta división (Sub-18) - Liga Jujeña de Fútbol (/)  |                           |                           |
| Sexta división (Sub-17) - Liga Jujeña de Fútbol (/)   |                           |                           |
| Séptima división (Sub-16) - Liga Jujeña de Fútbol (/) |                           |                           |
| Octava división (Sub-15) - Liga Jujeña de Fútbol (/)  |                           |                           |
| Novena división (Sub-14) - Liga Jujeña de Fútbol (/)  |                           |                           |

| Copas nacionales oficiales             | Copas nacionales oficiales | Copas nacionales oficiales |
| Competición                            | Títulos                    | Subcampeonatos             |
| -------------------------------------- | -------------------------- | -------------------------- |
| Torneo Regional del NOA (Sub 19) (1/0) | 2018.                      |                            |

### Vóleibol
| Federación Jujeña de Vóleibol       | Federación Jujeña de Vóleibol | Federación Jujeña de Vóleibol |
| Competición                         | Títulos                       | Subcampeonatos                |
| ----------------------------------- | ----------------------------- | ----------------------------- |
| Liga Ciudad de Palpalá (voley) (/)  |                               |                               |
| Liga Ascenso de Palpalá (voley) (/) |                               |                               |

### Hockey
| Asociación Jujeña Amateur de hockey sobre Césped y Pista | Asociación Jujeña Amateur de hockey sobre Césped y Pista | Asociación Jujeña Amateur de hockey sobre Césped y Pista |
| Competición                                              | Títulos                                                  | Subcampeonatos                                           |
| -------------------------------------------------------- | -------------------------------------------------------- | -------------------------------------------------------- |
| Jujuy Hockey (/)                                         |                                                          |                                                          |

### Rugby
| Unión Jujeña de Rugby     | Unión Jujeña de Rugby | Unión Jujeña de Rugby |
| Competición               | Títulos               | Subcampeonatos        |
| ------------------------- | --------------------- | --------------------- |
| Unión Jujeña de Rugby (/) |                       |                       |

## Redes Sociales Oficiales del Club
Gimnasia y Esgrima de Jujuy: https://www.gyejoficial.com.ar/
 Club Gimnasia y Escrima de Jujuy: https://www.facebook.com/OficialGyEJujuy
 @OficialGyEJujuy: https://twitter.com/OficialGyEJujuy
 OficialGyEJujuy: https://www.instagram.com/oficialgyejujuy/
 Gimnasia Y Esgrima de Jujuy: https://www.whatsapp.com/channel/0029VaBCPZPIiRp2G2jq1T1e